# Bulgaria
La Bulgaria (; in bulgaro България?, Bălgarija; AFI: /bɤlˈɡarijə/), ufficialmente Repubblica di Bulgaria (in bulgaro Република България?, Republika Bălgarija; AFI: /rɛˈpubliˌkə bɤlˈɡarijə/), è uno Stato membro dell'Unione europea situato nella metà orientale della penisola balcanica.
Confina con il mar Nero a est, con la Grecia e la Turchia a sud, con la Serbia e la Macedonia del Nord a ovest e con la Romania a nord, da cui è divisa dal fiume Danubio. Con una superficie di 110994 km² la Bulgaria è il 14º stato europeo per estensione. La sua posizione l'ha resa nel corso della storia un importante incrocio per varie civiltà ed è infatti il luogo di ritrovamento di alcuni dei più antichi artefatti metallurgici, religiosi e culturali al mondo. La lunghezza complessiva dei confini bulgari è di 2 245 km, di cui 1 181 terrestri, 686 fluviali e 378 costieri. La rete stradale della Bulgaria è lunga 36 720 km, la rete ferroviaria ne ha invece 4 300 .
Alcune culture preistoriche iniziarono a evolversi nelle terre bulgare durante il Neolitico. Inizialmente furono abitate dai Traci e successivamente dai Greci e dai Romani. La prima traccia di un'unificazione etnica e nazionale bulgara si data con l'avvento del Primo Impero bulgaro, il quale dominava la maggior parte dei Balcani e divenne il fulcro culturale dei popoli slavi durante l'Alto Medioevo. Dopo un periodo di dominio bizantino lo stato bulgaro risorse. Con la caduta del Secondo Impero bulgaro nel 1396 i suoi territori finirono sotto il controllo dell'Impero ottomano per quasi cinque secoli.
La guerra russo-turca tra il 1877 e 1878 (chiamata in bulgaro освободителна, osvoboditelna, cioè "di liberazione") portò alla nascita del terzo Stato bulgaro, diventato indipendente nel 1908. Gli anni successivi videro numerosi conflitti con i Paesi vicini, i quali alla fine divennero la causa che spinse la Bulgaria ad allearsi con la Germania in entrambe le guerre mondiali. Nel 1946 divenne una repubblica comunista governata da un sistema politico a partito unico sino al 1989, quando il Partito Comunista Bulgaro in seguito alla caduta della cosiddetta "cortina di ferro" concesse le elezioni pluripartitiche. Dopo il 1990 la Bulgaria divenne una democrazia con un'economia di mercato.
La popolazione, composta da 6,4 milioni di persone, è principalmente urbana e vive soprattutto nei capoluoghi delle ventotto province. La maggior parte delle attività commerciali e culturali sono concentrate nella capitale Sofia. I settori lavorativi predominanti sono l'agricoltura, i servizi, il turismo, l'ingegneria energetica e l'industria leggera, tutti sostenuti dalle risorse naturali locali.
Dal 1991 la struttura organizzativa della politica deriva dall'adozione di una costituzione democratica. La Bulgaria è una repubblica parlamentare centralista con un alto tasso di centralizzazione politica, amministrativa ed economica. Dal 1º dicembre 2000 è membro della NATO. Fa parte dell'Unione europea dal 1º gennaio 2007 ed è membro del Consiglio d'Europa, dell'Organizzazione per la sicurezza e la cooperazione in Europa (OSCE) e ha preso parte per tre volte al Consiglio di sicurezza delle Nazioni Unite.
A partire dal 1° gennaio 2026 anche la Bulgaria adotterà l'euro, divenendo il 21° paese ad avere l'euro come valuta nazionale.

## Storia

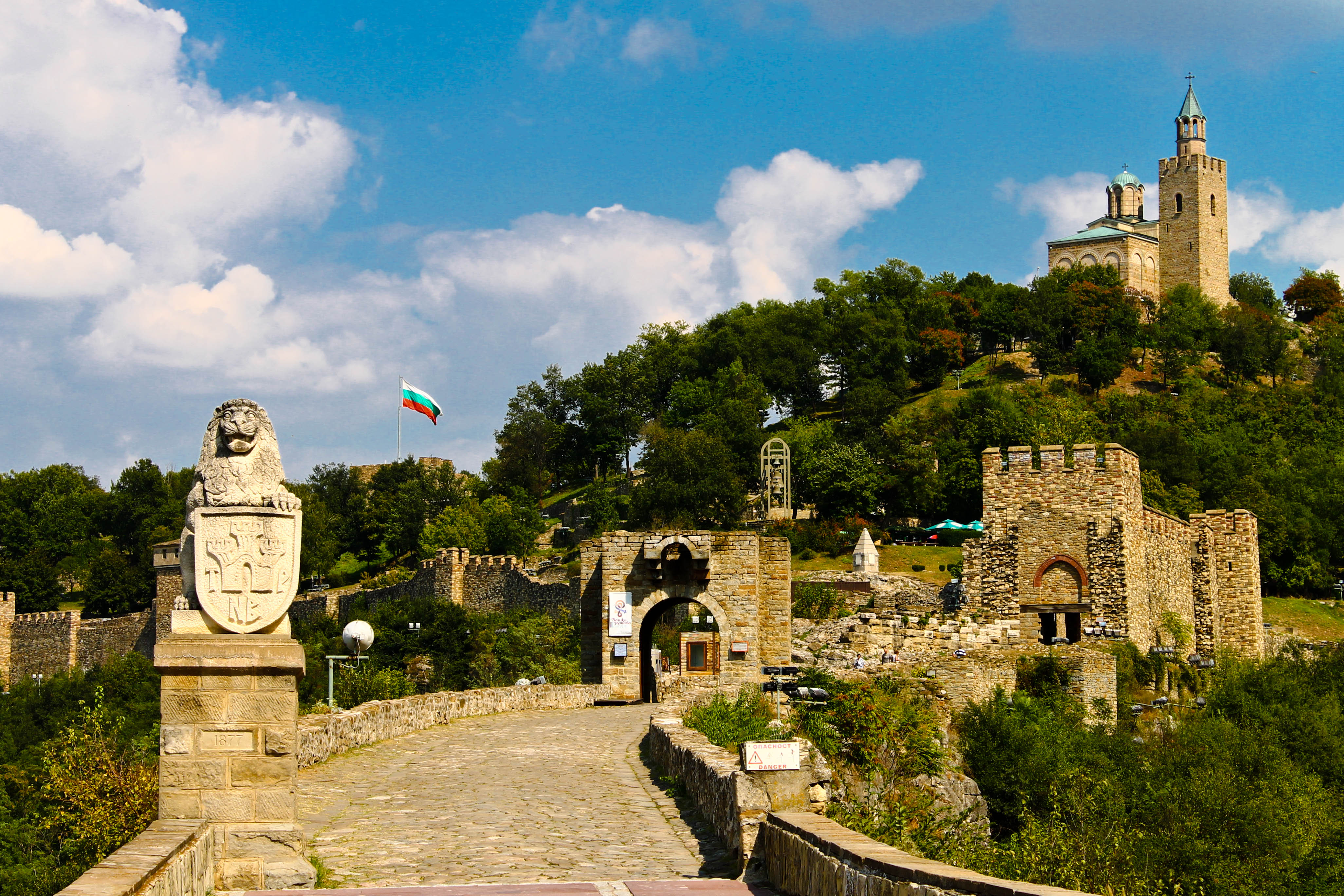
Veliko Tărnovo è stata la capitale della Bulgaria dal 1185 al 1393 (Secondo impero bulgaro) con il nome di Tărnovgrad (Tърновград)

I bulgari sono un popolo molto antico e originario dell'Asia Centrale. In particolare erano gli abitanti della Bulgaria del Volga; giunsero nell'attuale Bulgaria nel corso del VII secolo, dove si fusero con la popolazione locale – soprattutto Slavi (di cui adottarono la lingua) e Traci – per formare il primo Stato bulgaro: il Khanato bulgaro del Danubio. Nei secoli successivi (cristianizzandosi nell'anno 865) la Bulgaria lottò con esito alterno contro l'Impero bizantino e il Patriarcato di Costantinopoli per far valere la sua posizione nei Balcani. Nel corso della seconda metà del XIV secolo la nazione venne invasa e gradualmente annessa dal nascente Impero ottomano.
La Bulgaria riconquistò la sua indipendenza come conseguenza della rivolta d'aprile (1876), organizzata e guidata dagli eroi nazionali Vasil Levski e Hristo Botev, la cui repressione crudele spinse l'Impero russo a dichiarare guerra all'Impero ottomano nell'aprile 1877. Grazie al trattato di Santo Stefano, che mise fine alla guerra, la Bulgaria fu proclamata un principato tributario dell'Impero ottomano il 3 marzo 1878. Esso fu rivisto il 13 luglio dal trattato di Berlino, che ridimensionò fortemente il territorio bulgaro, ma portò il consenso delle potenze occidentali al principato autonomo. Il terzo Stato bulgaro riacquisì inoltre la provincia autonoma della Rumelia orientale il 6 settembre 1885 (festa nazionale), raggiungendo più o meno le dimensioni odierne. La proclamazione del regno e la completa indipendenza, così come il suo riconoscimento internazionale, avvennero il 22 settembre 1908. Tra il 1912 e il 1913 fu coinvolta nelle due guerre balcaniche, la prima in alleanza con tutti gli altri Stati balcanici contro la Turchia e la seconda da sola contro gli altri Stati della penisola balcanica, durante le quali il territorio bulgaro variò le sue dimensioni, prima in aumento – fino quasi alle dimensioni previste dal trattato di Santo Stefano – e poi in riduzione.
Durante la prima guerra mondiale e successivamente durante la seconda la Bulgaria si trovò a combattere per la parte perdente. Nel 1923 e 1934, con l'appoggio del monarca Boris III, attraverso due colpi di Stato d'ispirazione fascista, furono messe fuori legge le forze democratiche. Una rivolta popolare organizzata dal partito comunista nel settembre del 1923 venne soffocata nel sangue.

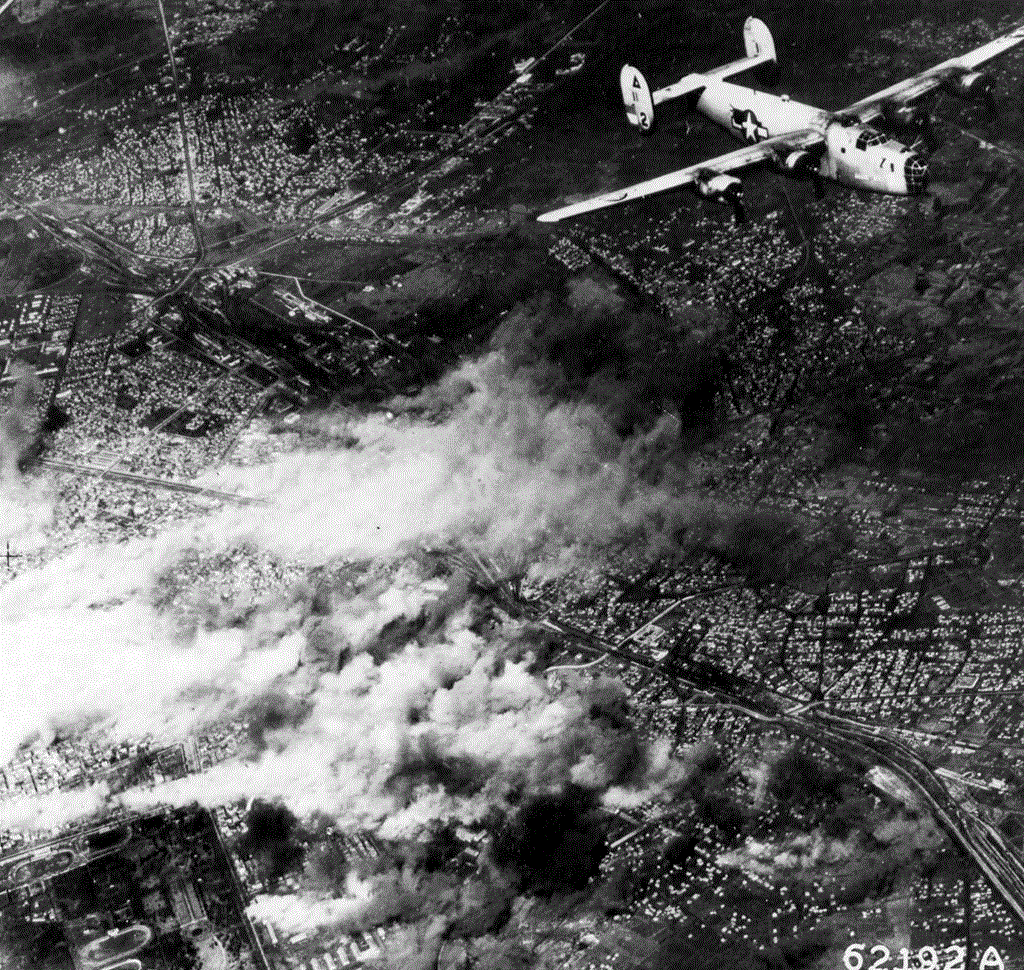
Il bombardamento di Sofia (1944)

Alleata della Germania nazista, nel 1941 consentì il transito delle truppe tedesche che invasero la Grecia, dichiarando poi guerra al Regno Unito e agli Stati Uniti, ma non all'Unione Sovietica. Nel 1943 il tentativo di deportare gli ebrei bulgari verso i campi di sterminio venne sventato dall'intervento del vicepresidente del Parlamento Dimităr Pešev e dal movimento popolare di opposizione. Il patriarca Stefan di Sofia si schierò contro le retate dei nazisti e, assieme al vescovo Kiril e al presidente del Santo Sinodo Neofit della città di Vidin, scrisse un documento al re Boris. Il metropolita Kiril, alla testa di trecento fedeli ortodossi, riuscì a bloccare la partenza di 8 500 ebrei che i nazisti stavano caricando sui treni.
Il 9 settembre 1944 il regime monarchico, ormai allo sbando, dovette accettare un governo delle forze filo-sovietiche riunite nel Fronte della patria. Questo fatto fu diretta conseguenza della dichiarazione di guerra del 5 settembre 1944 da parte dell'Unione Sovietica, le cui truppe si erano prima attestate ai confini, per poi invadere nei giorni successivi il suo territorio.
A ottobre del 1944 il generale Vörös, capo di Stato maggiore generale ungherese, si recò in visita in Germania, presso il quartier generale di Hitler a Mauerwald, nella Prussia Orientale per rassicurare i tedeschi sulla sua lealtà. In quella occasione, Guderian, capo di stato maggiore generale dell'esercito tedesco, regalò al collega bulgaro una Mercedes. Qualche giorno dopo, il 15 ottobre 1944, lo stesso Vörös usò la sua nuova auto di lusso per recarsi dai sovietici che occupavano già la maggior parte del Paese.
L'esercito bulgaro combatté assieme ai sovietici per la liberazione della Jugoslavia, dell'Ungheria e dell'Austria. La Bulgaria cadde infine nella sfera d'influenza dell'Unione Sovietica e divenne una repubblica popolare nel 1946 (Repubblica Popolare di Bulgaria (RPB), in bulgaro: Народна република България, Narodna Republika Bălgariya); tra il 1946 e il 1948 gli spazi democratici si restrinsero sempre più e il Partito Comunista Bulgaro (PCB) acquistò un ruolo egemone, prima sotto Georgi Dimitrov (1946-1949), poi sotto lo stalinista Vălko Červenkov (1950-1954) e infine sotto Todor Živkov (1954-1989).
Il regime comunista cadde il 10 novembre 1989, ovvero un giorno dopo la caduta del Muro di Berlino. Sotto la forma di «una transizione controllata» [...], il regime Živkov arrivava alla sua fine. La nuova direzione del PCB decideva, da un lato, la continuità organizzativa e, dall'altro, un cambiamento ideologico riflesso anche nel nuovo appellativo di Partito Socialista Bulgaro (PSB). La rottura non era tuttavia netta. Significativamente, il compito di rivitalizzazione ideologica veniva accordato ad Alessandro Livov, responsabile dall'ideologia del PCB fino alla sua caduta in disgrazia nel 1983. In parallelo, il 15 gennaio 1990, l'Assemblea nazionale aboliva l'articolo della costituzione che stipulava il monopolio del potere del PCB. Nel giugno 1990 si tennero le elezioni multipartitiche e nel luglio 1991 fu adottata la nuova costituzione. Le due principali formazioni politiche, che negli anni novanta si sono alternate al potere, furono il Partito Socialista Bulgaro (PSB) della sinistra e l'Unione delle Forze Democratiche (UFD) della destra; successivamente il Movimento Nazionale per la Stabilità e il Progresso. La Bulgaria entrò ufficialmente nella NATO il 29 marzo 2004 e nell'Unione europea il 1º gennaio 2007.

## Geografia

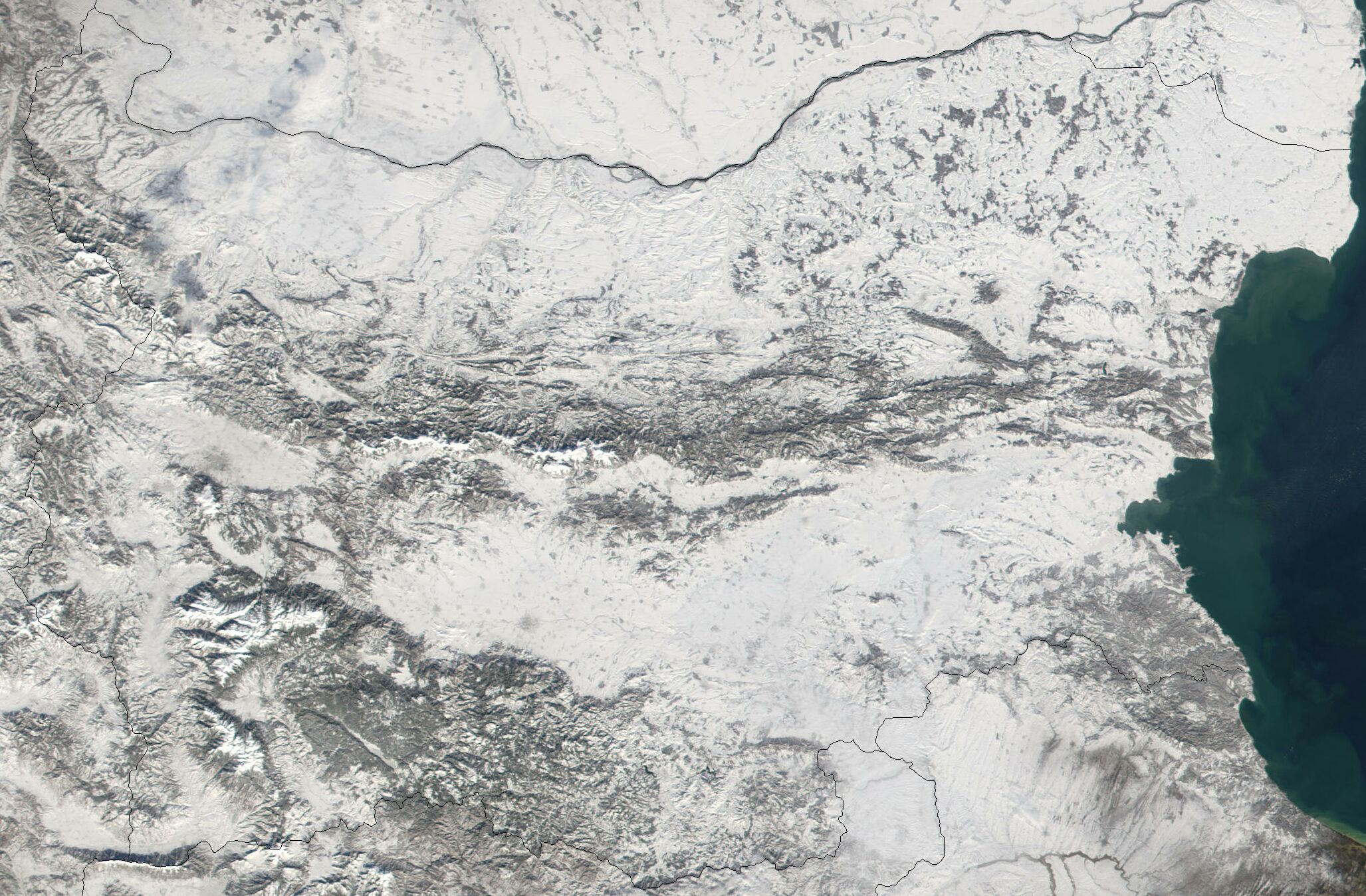
La Bulgaria vista dal satellite (dicembre 2001)

La Bulgaria è situata nella parte orientale della penisola balcanica e confina a nord con la Romania, dalla quale (per la gran parte del confine) la separa il fiume Danubio, a ovest con la Serbia e la Macedonia del Nord, a sud con la Grecia e la Turchia, e si affaccia sul mar Nero a est. I confini hanno una lunghezza complessiva di 1 808 km, mentre le coste si estendono per 354 km. La superficie terrestre di 110 994 km² la posiziona al 105º posto per estensione a livello mondiale. Le coordinate geografiche della Bulgaria sono: 43° N 25° E.

### Morfologia

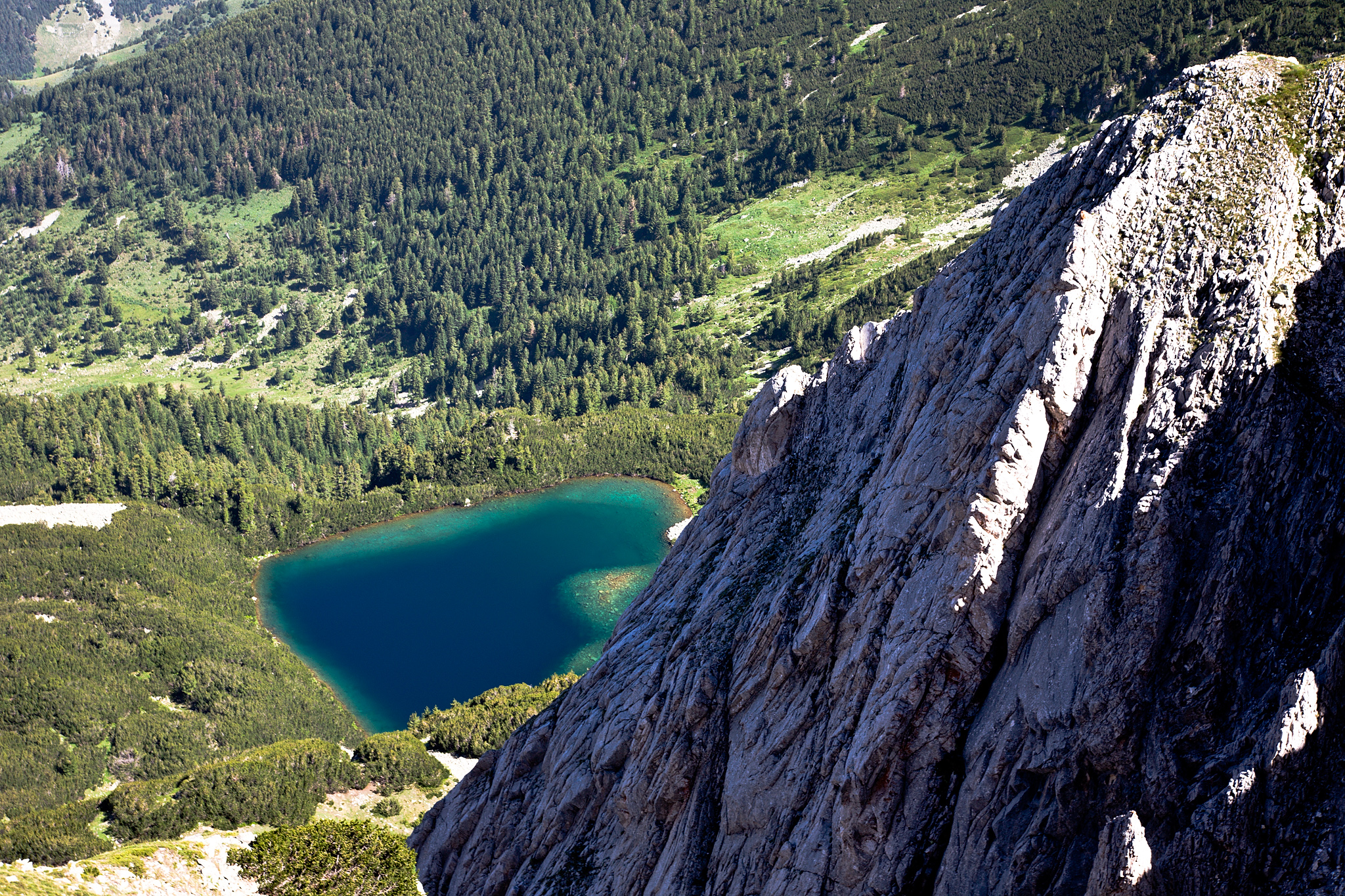
Parco nazionale del Pirin

Da un punto di vista morfologico (e anche climatico) la Bulgaria presenta una varietà di ambienti.
Nella parte settentrionale si trova l'ampia pianura danubiana, che si estende da est a ovest per circa 500 km con una larghezza variabile tra i 20 e i 120 km. La pianura è interrotta da alcuni altopiani e lievi colline, fra le quali si dipanano i corsi di alcuni degli affluenti di destra del Danubio e altri (Iskăr, Vit, Osăm, Jantra, Rusenski Lom, Ogosta e Lom).
Più a sud si incontra la catena dei monti Balcani (in bulgaro e serbo: Стара планина, Stara planina, "Montagna vecchia"), una propaggine dei Carpazi, che attraversano la parte centrale della Bulgaria da est a ovest per circa 600 km, con una larghezza compresa fra i 30 e i 50 km, hanno vette che superano i 2 000 m s.l.m. raggiungendo la massima elevazione con il monte Botev (2 376 m s.l.m.). Benché l'altitudine cali lievemente nella parte orientale della catena montuosa, i monti Balcani costituiscono lo spartiacque fra il bacino del Danubio e quello del fiume Marica.
A sud della catena dei Balcani si estende una pianura percorsa nella parte orientale dal fiume Tundža e in quella occidentale dal fiume Strjama. La vallata, detta valle delle rose, è nota per la coltivazione delle rose e la produzione dell'olio di rose; a sud è delimitata dalla catena di Sredna Gora (chiamata anche Antibalcani) che corre parallela ai Balcani per una lunghezza di circa 160 km e con un'altitudine massima di 1 600 m.
A sud dello Sredna Gora si estende la pianura Tracia, delimitata a sud dai monti Rodopi, Sakar e Strandža e percorsa dal fiume Marica. Come la pianura danubiana anche la pianura Tracia non è perfettamente pianeggiante, presenta infatti diverse formazioni collinari.
Nella parte centro-occidentale del Paese si trova il bacino di Sofia, in passato zona di passaggio strategica che congiungeva Belgrado a Costantinopoli. La pianura di Sofia è larga circa 24 km e lunga 96 km; vi si trova la città di Sofia. Verso occidente la pianura è delimitata dai monti Vitoša a sud di Sofia, dai monti Rila più a meridione e dai monti Pirin nell'estremo sud-occidentale del Paese. Il punto più elevato dei monti Rila è il monte Mussala (2 925 m s.l.m.), cima più elevata del Paese.
Nel Nord-est del Paese si trova la Dobrugia, un'ampia zona pianeggiante nella quale si trovano importanti città come Dobrich o Varna e dai distretti omonimi viene gran parte della coltivazione di lavanda e cereali dell'intero Stato.

### Idrografia

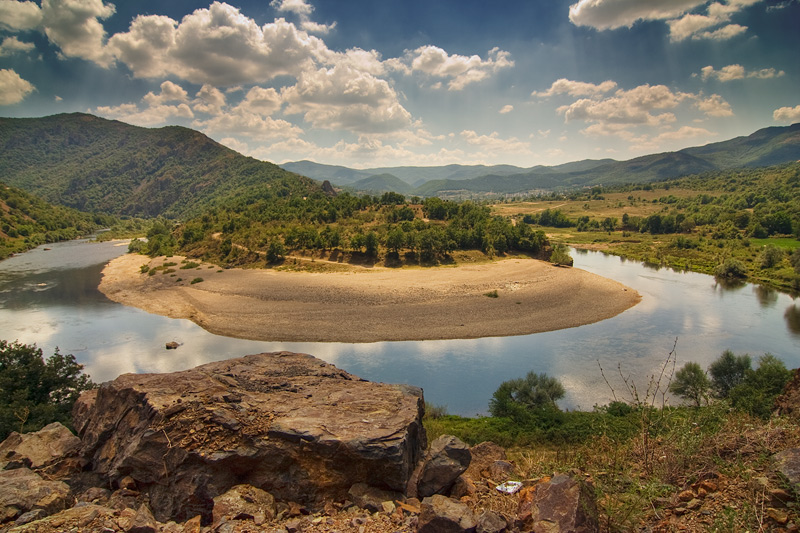
Il meandro del fiume Arda

Il fiume principale della Bulgaria è il Danubio e altri fiumi importanti sono lo Struma e il Marica a sud. I fiumi della Bulgaria alimentano il Danubio (e quindi il Mar Nero) oppure il mar Egeo. Vi sono 526 fiumi con una lunghezza superiore ai 2,3 km, ma l'unico utilizzabile per la navigazione è il Danubio.
Nei rilievi di Rila e di Pirin vi sono circa 260 laghi glaciali. La costa del Mar Nero è caratterizzata dalla presenza di numerose lagune costiere salmastre e aree umide (lago di Pomorie, lago di Beloslav, lago di Burgas, lago di Varna, laghi di Šabla) diverse delle quali sono riserve naturali e/o siti Ramsar (lago Atanasovsko). I bacini artificiali sono oltre 2 200 per una capienza totale di 7 miliardi di km³.
Nella parte sud-occidentale del Paese vi sono numerose sorgenti termali.

### Clima
La Bulgaria ha un clima di tipo continentale, con estati calde e inverni molto freddi soprattutto nella pianura danubiana, che è l'area con la maggiore escursione termica e con le precipitazioni più abbondanti (circa 600 mm/anno). I monti Balcani agiscono limitatamente da barriera climatica fra la parte settentrionale e quella meridionale, influenzata dal mar Egeo (una parte del Mediterraneo orientale), la zona costiera bulgara del mar Nero gode invece di un clima leggermente più mite rispetto al resto del Paese, di tipo oceanico, clima che tuttavia ha un'influenza circoscritta alla zona costiera e al territorio immediatamente contiguo. Gli influssi mitigatori mediterranei si fanno sentire solo nelle basse vallate dei fiumi Strimone e Marica, mentre ancora più attenuata è l'influenza mediterranea nella parte dei monti Rodopi orientali o anche Bassi Rodopi. Le alte montagne bulgare hanno un clima decisamente alpino (dai 900 ai 1 000 m s.l.m.). Nel Nord-est del Paese è presente l'influsso steppico, in generale caratterizzato da forti escursioni termiche giornaliere e stagionali e da scarsa piovosità.
L'area con le precipitazioni minori è la Dobrugia, la fascia costiera più settentrionale.

## Popolazione

### Demografia

#### Storia demografica
La Bulgaria fu abitata sin dal Neolitico, ma la prima popolazione storica fu quella dei Traci, di origine indoeuropea. I Traci romanizzati, dai quali discendono gli odierni romeni e gli aromeni, abitarono in pace la regione sino al tempo delle invasioni barbariche. Nel VII secolo la regione fu invasa da alcune tribù di Slavi, i quali sospinsero gran parte della popolazione indigena oltre il Danubio e imposero la loro lingua e cultura ai pochi rimasti. In seguito nel 678 la zona fu raggiunta anche da un'orda di 25 000 Bulgari, di origine turco-tatara, i quali sottomisero le popolazioni locali mutando il nome della regione da Tracia in Bulgaria. Dato il loro esiguo numero essi finirono per essere assorbiti dalla popolazione slava giunta nei decenni precedenti.
Secondo alcune stime, la popolazione della Bulgaria durante il Medioevo ammontava a circa 1,1 milioni di persone nell'anno 700 e a 2,6 milioni nel 1365.
Storia della popolazione della Bulgaria

#### Statistiche odierne

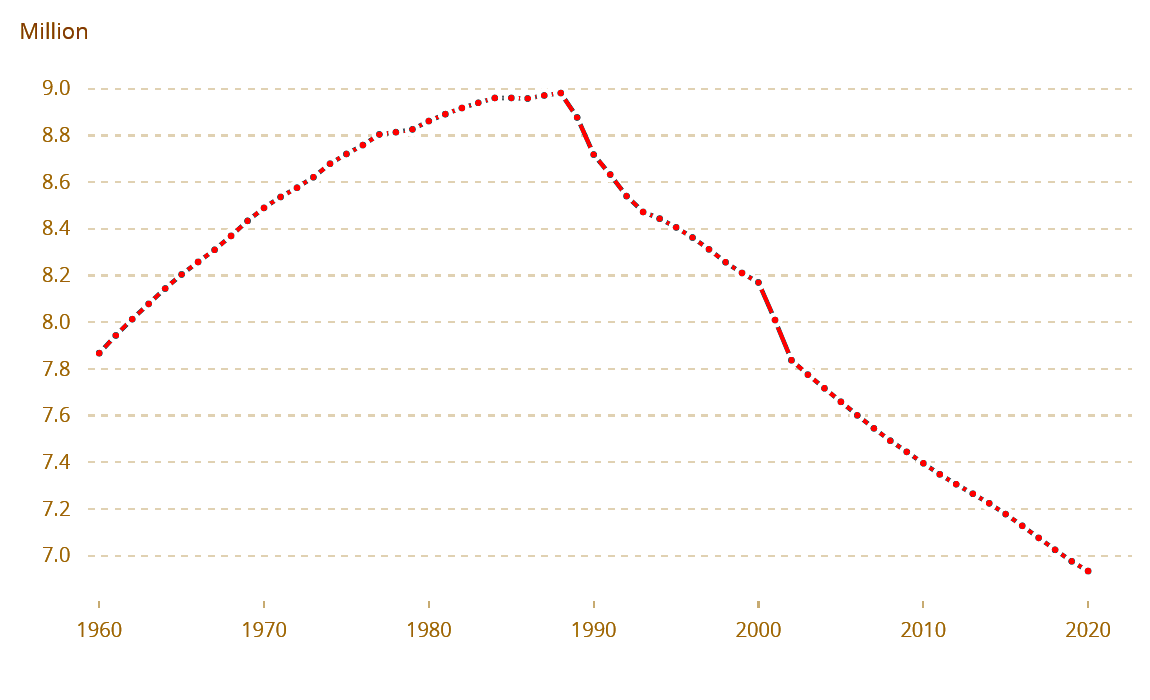
Sviluppo della popolazione bulgara dal 1960 al 2020

Il massimo storico della popolazione bulgara fu raggiunto nel 1989, l'anno in cui vennero riaperte le frontiere dopo mezzo secolo di regime totalitario, quando gli abitanti della Bulgaria erano 9 009 018. Da allora la popolazione è in costante calo, anche per via della forte emigrazione dovuta alla crisi economica del paese.
La Bulgaria è in fondo alla classifica della crescita demografica mondiale sin dal 2000 (lasciando da parte i microstati come Saint Kitts e Nevis). 
La crisi demografica, secondo alcune previsioni, dovrebbe vedere un'inversione di tendenza non prima del 2060.
Di seguito vengono riportate le stime sulle proiezioni demografiche effettuate dall'Istituto Nazionale di Statistica della Bulgaria.
| Anno | Popolazione |
| ---- | ----------- |
| 2015 | 7 159 819   |
| 2020 | 6 950 436   |
| 2025 | 6 734 989   |
| 2030 | 6 519 217   |
| 2035 | 6 311 454   |
| 2040 | 6 115 526   |
| 2045 | 5 929 267   |
| 2050 | 5 748 061   |
| 2055 | 5 567 060   |
| 2060 | 5 384 040   |

### Etnie

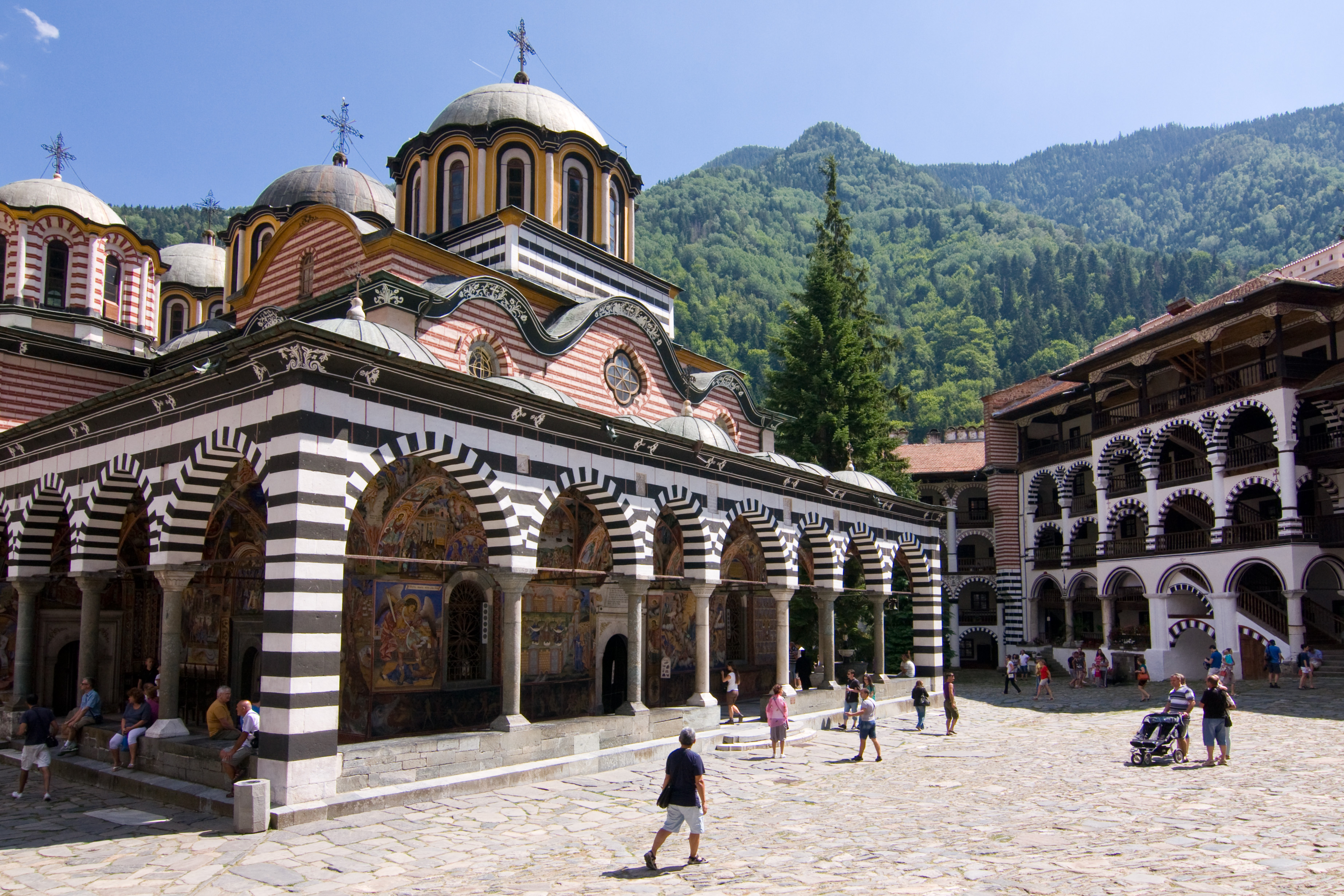
Monastero di Rila

In base al censimento del 2001 la popolazione della Bulgaria è composta principalmente da bulgari etnici, con due importanti minoranze allogene: rom e turchi. Secondo il Consiglio d'Europa vivono circa 750.000 persone rom (il 10,3% della popolazione), formando la minoranza più numerosa. Il restante consiste di diverse minoranze, comprendenti: russi, armeni, arumeni, greci, tatari ed ebrei. La comunità turca, che fino al secolo scorso raggiungeva percentuali più alte, è dovuta al secolare dominio ottomano. Altre storiche minoranze sono quella greca, armena, tatara ed ebraica.
Secondo i dati del censimento bulgaro del 2011 i gruppi etnici sono:
- bulgari 84,8%
- Turchi 8,8%
- rom 4,9%
- russi 0,1%
- armeni 0,1%
- arumeni 0,1%
- altri (sarakatsani, ucraini, macedoni, greci e altri) 1,2%

| Gruppo etnico  | censimento 1900 | censimento 1900 | censimento 1905 | censimento 1905 | censimento 1910 | censimento 1910 | censimento 1920 | censimento 1920 | censimento 1926 | censimento 1926 | censimento 1934 | censimento 1934 | censimento 1946 | censimento 1946 | censimento 1956 | censimento 1956 | censimento 1965 | censimento 1965 | censimento 1975 | censimento 1975 | censimento 2001 | censimento 2001 | censimento 2011 | censimento 2011 |
| Gruppo etnico  | Numero          | %               | Numero          | %               | Numero          | %               | Numero          | %               | Numero          | %               | Numero          | %               | Numero          | %               | Numero          | %               | Numero          | %               | Numero          | %               | Numero          | %               | Numero          | %               |
| -------------- | --------------- | --------------- | --------------- | --------------- | --------------- | --------------- | --------------- | --------------- | --------------- | --------------- | --------------- | --------------- | --------------- | --------------- | --------------- | --------------- | --------------- | --------------- | --------------- | --------------- | --------------- | --------------- | --------------- | --------------- |
| Bulgari        | 2.888.219       | 77,1            | 3.203.810       | 79,4            | 3.518.756       | 81,1            | 4.036.056       | 83,3            | 4.557.706       | 83,2            | 5.204.217       | 85,6            | 5.903.580       | 84,0            | 6.506.541       | 85,5            | 7.231.243       | 87,9            | 7.930.024       | 90,9            | 6.655.210       | 83,9            | 5.664.624       | 84,8/76,9       |
| Turchi         | 531.240         | 14,2            | 488.010         | 12,1            | 465.641         | 10,7            | 520.339         | 10,7            | 577.552         | 10,5            | 591.193         | 9,7             | 675.500         | 9,6             | 656.025         | 8,6             | 780.928         | 9,5             | 730.728         | 8,4             | 746.664         | 9,4             | 588.318         | 8,8/8,0         |
| Rom            | 89.549          | 2,4             | 99.004          | 2,5             | 122.296         | 2,8             | 98.451          | 2,0             | 134.844         | 2,5             | 149.385         | 2,5             | 170.011         | 2,4             | 197.865         | 2,6             | 148.874         | 1,8             |                 |                 | 370.908         | 4,7             | 325.343         | 4,9/4,4         |
| Russi          | 1.685           | <0,1            | 3.275           | 0,2             | 2.505           | 0,2             | 9.080           | 0,2             | 19.706          | 0,4             | 11.928          | 0,2             | 13.200          | 0,2             | 10.551          | 0,1             | 10.815          | 0,1             |                 |                 | 15.595          | 0,2             | 9.978           | 0,1             |
| Armeni         | 14.581          | 0,1             |                 |                 | 12.932          | 0,3             | 11.509          | 0,2             | 27.332          | 0,5             | 25.963          | 0,4             | 21.637          | 0,3             | 21.954          | 0,3             | 20.282          | 0,2             | 14.526          | 0,2             | 10.832          | 0,1             | 6.552           | 0,1             |
| Sarakatsani    |                 |                 | 6.128           | 0,2             | 7.251           | 0,2             |                 |                 |                 |                 |                 |                 |                 |                 | 2.085           | <0,1            |                 |                 |                 |                 | 4.107           | 0,1             | 2.556           | <0,1            |
| Macedoni       |                 |                 |                 |                 |                 |                 |                 |                 |                 |                 |                 |                 | 169.544         | 2,4             | 187.789         | 2,5             | 9.632           | 0,1             |                 |                 | 5.071           | 0,1             | 1.654           | <0,1            |
| Greci          | 66.635          | 1,8             | 63.487          | 1,6             | 43.275          | 1,0             | 42.074          | 0,9             | 10.564          | 0,2             | 9.601           | 0,2             |                 |                 | 7.437           | 0,1             | 8.241           | 0,1             |                 |                 | 3.408           | <0,1            | 1.379           | <0,1            |
| Ebrei          | 33.661          | 0,9             | 37.663          | 0,9             | 40.133          | 0,9             | 43.209          | 0,9             | 46.558          | 0,8             | 48.565          | 0,8             | 44.209          | 0,6             | 6.027           | 0,1             | 5.108           | 0,1             | 3.076           | <0,1            | 1.363           | <0,1            | 1.162           | <0,1            |
| Rumeni         | 71.063          | 1,9             | 75.773          | 1,9             | 79.429          | 1,8             | 57.312          | 1,2             | 69.080          | 1,2             | 16.504          | 0,3             |                 |                 | 3.749           | <0,1            |                 |                 |                 |                 | 1.088           | <0,1            | 891             | <0,1            |
| Tatari         | 18.884          | 0,5             | 17.942          | 0,4             | 18.228          | 0,4             |                 |                 | 6.191           | 0,1             |                 |                 |                 |                 | 5.993           | 0,1             | 6.430           | 0,1             | 5.963           | 0,1             | 1.803           | <0,1            |                 |                 |
| Gagauzi        |                 |                 | 10.175          | 0,3             |                 |                 |                 |                 | 4.362           | 0,1             |                 |                 |                 |                 |                 |                 |                 |                 |                 |                 | 540             | <0,1            |                 |                 |
| Altri          | 530             |                 |                 |                 |                 |                 |                 |                 |                 |                 |                 |                 |                 |                 | 13.199          | 0,2             |                 |                 |                 |                 | 25.391          | 0,3             | 25.132          | 0,3             |
| Non dichiarato |                 |                 |                 |                 |                 |                 |                 |                 |                 |                 |                 |                 |                 |                 |                 |                 |                 |                 |                 |                 | 86.915          | 1,1             | 736.981         | 10,0            |
| Totale         | 3.744.283       | 3.744.283       | 4.035.575       | 4.035.575       | 4.337.513       | 4.337.513       | 4.846.971       | 4.846.971       | 5.528.741       | 5.528.741       | 6.077.939       | 6.077.939       | 7.029.349       | 7.029.349       | 7.613.709       | 7.613.709       | 8.227.966       | 8.227.966       | 8.727.771       | 8.727.771       | 7.932.984       | 7.932.984       | 7.364.570       | 7.364.570       |

### Religione
In occasione del censimento del 2001 l'83,7% della popolazione si è dichiarato di religione cristiana, la maggior parte della quale (82,6%) appartenente alla Chiesa ortodossa bulgara. La popolazione rimanente è composta da musulmani, compresi i pomacchi 12,2% e da percentuali ridottissime di cattolici (0,93% divisi fra i riti romano e slavo-bizantino, secondo statistiche cattoliche) e protestanti.
Il numero di ebrei è in costante calo (nel 1946 erano 43 335, nel 1992 erano 2 580 e nel 2001 erano 653) e si tratta per lo più di ebrei sefarditi. In base a una stima del 2009 i cristiani erano circa 6 330 000, dei quali 75 000 circa cattolici.

### Lingue
| Lingua madre             | censimento 1880 | censimento 1880 | censimento 1887 | censimento 1887 | censimento 1892 | censimento 1892 | censimento 2001 | censimento 2001 | censimento 2011 | censimento 2011 |
| Lingua madre             | Numero          | %               | Numero          | %               | Numero          | %               | Numero          | %               | Numero          | %               |
| ------------------------ | --------------- | --------------- | --------------- | --------------- | --------------- | --------------- | --------------- | --------------- | --------------- | --------------- |
| Bulgaro                  | 1.345.507       | 67,0            | 2.326.250       | 73,7            | 2.505.326       | 75,7            | 6.697.158       | 84,5            | 5.659.024       | 76,84           |
| Turco/Gagauzo            | 527.284         | 26,3            | 607.331         | 19,3            | 569.728         | 17,2            | 762.516         | 9,6             | 605.802         | 8,23            |
| Vlach                    | 49.070          | 2,4             |                 |                 |                 |                 |                 |                 |                 |                 |
| Rumeno                   |                 |                 |                 |                 | 62.628          | 1,9             |                 |                 |                 |                 |
| Romaní                   | 37.600          | 1,9             | 50.291          | 1,6             | 52.132          | 1,6             | 327.882         | 4,1             | 281.217         | 3,8             |
| Ladino                   | 14.020          | 0,7             |                 |                 | 27.531          | 0,8             |                 |                 |                 |                 |
| Tataro                   | 12.376          | 0,6             |                 |                 | 16.290          | 0,5             |                 |                 |                 |                 |
| Greco                    | 11.152          | 0,6             | 58.326          | 1,8             | 58.518          | 1,8             |                 |                 |                 |                 |
| Armeno                   | 3.837           |                 |                 |                 | 6.445           | 0,2             |                 |                 |                 |                 |
| Serbo-croata             | 1.894           |                 |                 |                 |                 |                 |                 |                 |                 |                 |
| Serbo                    |                 |                 |                 |                 | 818             |                 |                 |                 |                 |                 |
| Tedesco/Yiddish          | 1.280           |                 |                 |                 |                 |                 |                 |                 |                 |                 |
| Tedesco                  |                 |                 |                 |                 | 3.620           | 0,14            |                 |                 |                 |                 |
| Russo                    | 1.123           |                 |                 |                 | 928             |                 |                 |                 |                 |                 |
| Albanese                 | 530             |                 |                 |                 |                 |                 |                 |                 |                 |                 |
| Italiano                 | 515             |                 |                 |                 | 803             |                 |                 |                 |                 |                 |
| Ungherese                | 220             |                 |                 |                 |                 |                 |                 |                 |                 |                 |
| Ceco                     | 174             |                 |                 |                 |                 |                 |                 |                 |                 |                 |
| Francese                 | 164             |                 |                 |                 | 356             |                 |                 |                 |                 |                 |
| Arabo                    | 97              |                 |                 |                 |                 |                 |                 |                 |                 |                 |
| Polacco                  | 92              |                 |                 |                 |                 |                 |                 |                 |                 |                 |
| Inglese                  | 64              |                 |                 |                 |                 |                 |                 |                 |                 |                 |
| Circasso                 | 63              |                 |                 |                 |                 |                 |                 |                 |                 |                 |
| Persiano                 | 58              |                 |                 |                 |                 |                 |                 |                 |                 |                 |
| Altre                    | 402             |                 |                 |                 | 4.425           |                 | 71.084          | 0,9             |                 | 0,7             |
| Sconosciuta/Non risponde |                 |                 |                 |                 | 1.165           |                 | 70.261          | 0,9             |                 | 10,5            |
| Totale                   | 2.007.919       | 2.007.919       | 3.154.375       | 3.154.375       | 3.310.713       | 3.310.713       | 7.928.901       | 7.928.901       | 7.364.570       | 7.364.570       |
| Territorio (km²)         | 63.752          | 63.752          | 95.223          | 95.223          | 95.223          | 95.223          | 110.994         | 110.994         | 110.994         | 110.994         |

Il 99,8% della popolazione bulgara parla il bulgaro, appartenente alle lingue slave. Il bulgaro è l'unica lingua ufficiale della Bulgaria, ma al suo interno vengono parlate anche altre lingue che corrispondono strettamente alle varie minoranze etniche.

## Ordinamento dello Stato

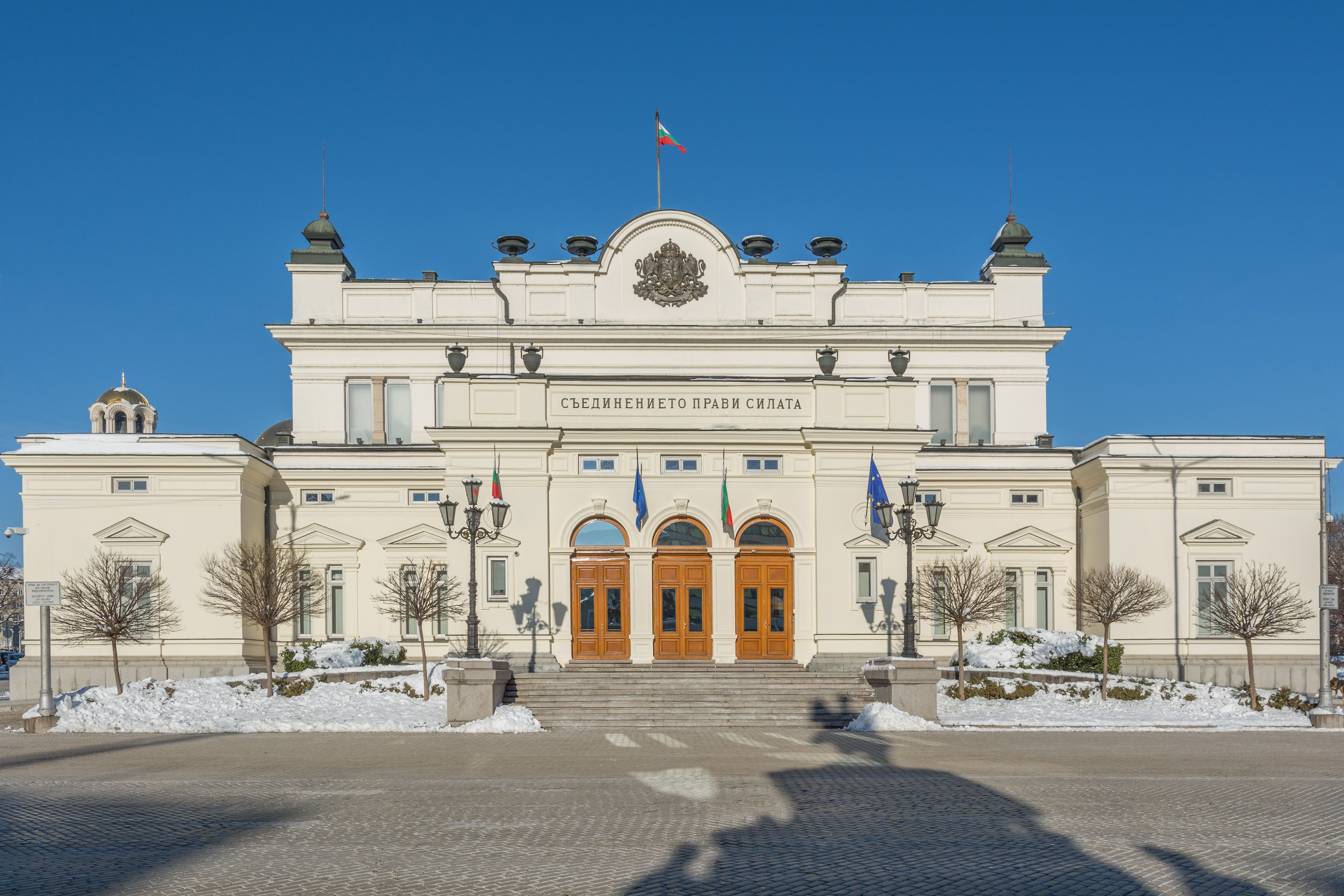
Sofia, piazza del parlamento

La Bulgaria è una repubblica parlamentare, la cui Costituzione è entrata in vigore nel luglio del 1991 e prevede un sistema parlamentare multi-partitico eletto con suffragio universale.
Il presidente della Bulgaria viene eletto direttamente per un mandato di cinque anni e può essere rieletto una sola volta. Il presidente è il capo di Stato, nonché comandante in capo delle forze armate. Il presidente è a capo del Consiglio consultivo per la sicurezza nazionale. Non ha poteri di iniziativa legislativa, ma può rinviare in parlamento una proposta di legge approvata; il parlamento può superare il veto presidenziale con un'altra deliberazione a maggioranza semplice.
Organo principale del potere esecutivo è il Consiglio dei ministri guidato dal Primo ministro, scelto tra i membri del gruppo parlamentare di maggioranza e al quale viene conferito dal presidente l'incarico di formare il governo. Al Consiglio dei ministri viene accordata la fiducia dall'Assemblea nazionale, che ne controlla l'attività.
Il potere legislativo è affidato al parlamento unicamerale bulgaro, l'Assemblea nazionale o Narodno Săbranie (Народно събрание). È composto da 240 deputati che sono eletti con un mandato di quattro anni con suffragio universale. I voti vanno a liste di partito o di coalizioni per ognuna delle nove divisioni amministrative. Un partito o coalizione deve ottenere un minimo del 4% dei voti per entrare in parlamento che, oltre all'approvazione delle leggi e del bilancio statale, ha anche il potere di programmare le elezioni presidenziali, accordare la fiducia e la sfiducia al primo ministro e agli altri ministri, può dichiarare la guerra, dispiegare le truppe al di fuori della Bulgaria, nonché ratificare gli accordi e i trattati internazionali. Recentemente la Bulgaria sta attraversando un periodo di instabilità politica che ha portato a cinque diverse tornate elettorali in due anni.
Il potere giudiziario bulgaro è formato da una corte suprema di cassazione, da corti di appello regionali e da tribunali distrettuali. Quali giudici speciali (similmente al sistema italiano), esistono in Bulgaria una corte suprema amministrativa e un sistema di tribunali militari. Al fine di rendere autonomi e indipendenti i magistrati dal governo, vi è il Consiglio supremo giudiziario − non dissimile dal Consiglio superiore della magistratura italiano − quale organo di auto-governo amministrativo e organizzativo dell'ordinamento giudiziario.
Una maggioranza qualificata di due terzi degli appartenenti del consiglio supremo giudiziario elegge fra i suoi membri i presidenti della corte suprema di cassazione e della corte suprema amministrativa, così come il procuratore generale. Tali elezioni sono poi ratificate dal presidente della repubblica.
All'apice del sistema giudiziario è posta la corte costituzionale bulgara che ha il compito di giudicare sulla costituzionalità delle leggi, con ricorso diretto innanzi alla corte stessa, così come la compatibilità di tali leggi con i trattati internazionali che il governo ha firmato. I membri della corte costituzionale sono dodici, eletti dal parlamento con una maggioranza dei due terzi, per nove anni.
La prima costituzione della Bulgaria è la Costituzione di Tărnovo, adottata il 6 aprile 1879 dall'Assemblea Nazionale Costituente. L'attuale Costituzione della Bulgaria è stata adottata nel luglio del 1991.

### Suddivisioni amministrative
Da un punto di vista amministrativo la Bulgaria è divisa in due livelli:
- 28 distretti (области, oblasti, al singolare: област, oblast) (ISO 3166-2 e NUTS1)
- 287 comuni (общини, obštini, al singolare: община obština) (NUTS2)

L'odierna suddivisione in distretti risale al 1999, mentre in precedenza dal 1987 la suddivisione era in nove province. Tutti i distretti sono retti da un governatore distrettuale nominato dal governo e prendono il nome dal loro capoluogo. L'area urbana della capitale nazionale consiste in un comune autonomo a livello distrettuale: 

### Città principali
Di seguito l'elenco delle prime venti città bulgare per popolazione:

### Istituzioni

#### Università
La più antica università bulgara fu fondata il 1º ottobre 1888: si tratta dell'Università di Sofia, oggi tra le più importanti d'Europa.

#### Durata della scuola
In Bulgaria la scuola per i bambini è obbligatoria dai 6/7 anni (un anno quindi più tardi che in Italia) fino ai 16 anni, fine minima della scuola secondaria superiore. Sono presenti anche asili nido e scuole dell'infanzia anche se l'iscrizione a essi è facoltativa. L'istruzione, alla primaria e secondaria di primo grado, è gratuita a parte le scuole paritarie e private.

### Sistema sanitario
Durante il periodo comunista − e fino al 1999 − in Bulgaria tutte le prestazioni sanitarie erano gratuite. Dall'estate di quell'anno è entrata in vigore una riforma globale dell'intero sistema sanitario.
Con l'approvazione della legge sulla tutela sanitaria e sull'assicurazione sanitaria (Закон за здравното осигуряване, Zakon za zdravnoto osigurjavane, ЗЗО, ZZO) nel 1998 l'Assemblea nazionale ha introdotto l'assicurazione sanitaria obbligatoria, che garantisce agli assicurati, nell'ambito e a condizioni previste dalla stessa legge sulla tutela sanitaria, il pagamento dei servizi sanitari e comprende l'assicurazione nel caso di malattie professionali e lesioni sul posto di lavoro.
Mediante la riforma sanitaria del 1999 è stata introdotta inoltre la figura di un medico di base che, oltre al ruolo di medico generico, ha il compito di indirizzare gli utenti nelle strutture ospedaliere.
L'art. 6, c. 1 della stessa legge ha introdotto il Fondo Nazionale di Assicurazione sulla Salute (Националната Здравноосигурителна Каса, Nacionalnata Zdravnoosiguritelna Kasa, НЗОК, NZOK), operativo dal 15 marzo 1999. Il suo compito principale è la gestione dei fondi raccolti e il pagamento delle operazioni di assistenza sanitaria.

### Forze armate
Fonti: Dipartimento di Stato degli Stati Uniti e Factbook della CIA.
Le forze armate della Bulgaria consistono delle Forze di Terra Bulgare, della Marina Bulgara e dell'Aviazione Bulgara. Il patrono delle forze armate bulgare è Sveti Georgi (San Giorgio) e i bulgari festeggiano il giorno di questo patrono come il giorno dell'esercito e del valore.
La Bulgaria divenne per la prima volta una potenza militare in Europa sotto il regno del khan Krum e dello zar Simeone I, in una serie di guerre contro l'Impero bizantino per il controllo della penisola balcanica alla fine del IX secolo. Con l'uso della cavalleria pesante, composta da 12 000 cavalieri, negli schieramenti tattici, simili a quelli dei cavalieri feudali, le forze di Simeone I raggiunsero le mura di Costantinopoli, nell'896. Un trattato di pace formale durò fino al 911, quando entrambe le parti si impegnarono in una guerra che vide la sconfitta dei Bizantini, dopo svariate battaglie tra cui la più sanguinosa di tutto il medioevo ad Anchialo nel 917. Un secolo dopo una grande campagna condotta dall'imperatore Basilio II si concluse intorno al 1018 con la completa distruzione e conseguente annessione del Regno di Bulgaria da parte dell'Impero bizantino. La Bulgaria tornò a essere una potenza militare circa un secolo dopo, in conseguenza della decadenza di Bisanzio, sotto il governo della dinastia Asen nel XII secolo. Durante il regno dello zar Kalojan (1197-1207) la Bulgaria divenne il primo Stato europeo a sconfiggere i cavalieri crociati.
Dopo aver ottenuto l'indipendenza dall'Impero ottomano nel 1878, la Bulgaria ha avuto un ruolo di potenza europea minoritaria, inclusa frequentemente nei piani e nelle guerre delle potenze maggiori.
In seguito a una serie di tagli a partire dal 1989, le truppe attive dell'esercito bulgaro sono composte da circa 68 450 unità (2008). Le forze di riserva ammontano a circa 300 000 soldati e ufficiali. Il "PLAN 2004", un tentativo di modernizzare le forze armate bulgare, mira a migliorare il livello militare secondo i bisogni della NATO e dell'Unione europea.
Il personale militare bulgaro ha partecipato alle missioni internazionali in Cambogia, Bosnia ed Erzegovina, Kosovo, Afghanistan e Iraq. A partire dal 2008 il governo bulgaro ha abolito completamente la leva obbligatoria, mentre le forze navali e aeree sono diventate completamente di professione nel 2006. Le forze speciali bulgare hanno condotto missioni insieme alle SAS, Delta Force, KSK e agli Spetsnaz russi.
Nell'aprile 2006 la Bulgaria e gli Stati Uniti d'America hanno firmato un accordo di mutua cooperazione e difesa, che prevede lo sviluppo delle basi aree bulgare di Bezmer (vicino a Jambol), Graf Ignatievo (vicino a Plovdiv), il centro di addestramento di Novo Selo (vicino a Sliven), e il centro logistico di Ajtos.
La marina bulgara è composta soprattutto di navi di tipo sovietico. Con appena 354 km di linea costiera, la Bulgaria non ritiene un pericolo reale un possibile assalto via mare. Nello svolgimento degli sforzi di modernizzazione la marina bulgara ha acquistato tre fregate usate dal Belgio dalla classe Wielingen e nel 2007 aveva siglato un contratto con la francese DCN per l'acquisto di quattro corvette Gowind Combat o Gowind 200; l'ordine è stato però poi cancellato nel 2009.
L'aviazione bulgara fa largo uso di equipaggiamento di tipo sovietico. Esistono dei piani per l'acquisto di elicotteri d'assalto e da trasporto, oltre che per una revisione generale del vecchio sistema d'armamento sovietico. Le spese militari ammontano al 2,6% del PIL della nazione.

## Politica
Rumen Radev è il presidente della Repubblica, in carica dal 22 gennaio 2017. Il Primo ministro è invece Rosen Željazkov.

### Politica estera
La Bulgaria è entrata a far parte della NATO il 29 marzo 2004 ed è membro dell'Unione europea dal 1º gennaio 2007. Fa parte delle Nazioni Unite e nel 2002-2003 è stato membro temporaneo del Consiglio di Sicurezza, e nel 2004 ha presieduto l'OCSE.
Dal 1996 fa parte dell'Organizzazione Mondiale del Commercio (World Trade Organization) e nel 1998 è divenuta membro a pieno titolo dell'Accordo centroeuropeo di libero scambio (CEFTA).
La Bulgaria ha inoltre stipulato accordi di libero scambio con Turchia, Macedonia del Nord, Croazia, Lituania, Estonia, Israele, Albania e Lettonia.

## Economia
Fonti: Dipartimento di Stato degli Stati Uniti e Factbook e The World Bank della CIA.
L'economia della Repubblica Popolare di Bulgaria (comunista) era un'economia pianificata. A metà degli anni '40, quando iniziò il processo di collettivizzazione, la Bulgaria era uno stato prevalentemente agricolo, con circa l'80% della popolazione situata nelle aree rurali. La Bulgaria conobbe un rapido sviluppo industriale a partire dagli anni Cinquanta. Nel decennio successivo, l'economia del Paese apparve profondamente trasformata. Sebbene persistessero molte difficoltà, come la povertà degli alloggi e l'insufficienza delle infrastrutture urbane, la modernizzazione era reale. Il Paese si è poi rivolto all'alta tecnologia, un settore che ha rappresentato il 14% del PIL tra il 1985 e il 1990. Le sue fabbriche producevano processori, dischi rigidi, unità floppy disk e robot industriali.
Dopo il 1989 l'economia della Bulgaria si è contratta drammaticamente a causa della perdita del mercato dell'Unione Sovietica e del COMECON, ai quali era strettamente legata. La qualità della vita è caduta del 40% e le sanzioni delle Nazioni Unite contro Jugoslavia e Iraq sono costate molto all'economia bulgara. I primi segni di ripresa emersero nel 1994, quando il PIL crebbe e l'inflazione scese.
Durante il 1996 attraversò un nuovo periodo di crisi a causa delle riforme economiche insufficienti e di un sistema bancario instabile. Dal 1997 la nazione è sulla strada della ripresa, con un PIL in crescita a un tasso annuo del 4-5%, incremento degli investimenti stranieri, stabilità macroeconomica e l'ingresso nell'Unione europea. Tra il 2000 e il 2005 ha avuto una crescita economica annua pari a circa il 5%; ha guidato la crescita il settore privato, che comprende il 75% delle attività economiche.

### Risorse
La Bulgaria dispone di scarse risorse minerarie; oltre al carbone, negli anni cinquanta sono stati scoperti giacimenti di gas naturale e di petrolio. Tra i metalli estratti vi sono il ferro, lo zinco, il rame e il piombo. La produzione e l'esportazione di energia elettrica sono un'importante risorsa economica. La centrale nucleare di Kozloduj ha una capacità complessiva di 3 760 MWe; la centrale, a causa dell'obsolescenza dei suoi impianti (quattro reattori su sei sono spenti), è stata in parte disattivata. Per compensare il calo di produzione è stato progettato a Belene un secondo impianto nucleare con una capacità di 2 000 MW; tuttavia il progetto è stato accantonato, nonostante nel 2013 si sia tenuto un referendum in cui la maggioranza dei bulgari ha votato a favore della costruzione di una nuova centrale. È inoltre in progetto l'ampliamento della centrale termica di Marica Iztok.

### Industria
Il settore industriale ha seguito fin dagli anni cinquanta uno sviluppo dettato dal modello sovietico, basato sull'industria pesante e in particolare sulla produzione siderurgica, chimica e metallurgica.
Il calo delle esportazioni in seguito al crollo dell'Unione Sovietica e del COMECON, ai quali l'economia bulgara era strettamente legata, ha messo in luce l'obsolescenza degli impianti, inadatti per competere sul mercato internazionale; il conseguente crollo della produzione industriale ha portato con sé grossi problemi sociali.
Negli anni novanta è iniziato un ambizioso programma di riconversione industriale con incentivi alle piccole e medie imprese, per la riconversione e valorizzazione di settori tradizionali come quello tessile, in cui la Bulgaria vanta tradizioni antiche. I primi segni di ripresa, ovvero la prima crescita del PIL dal 1988 è stata nel 1994 (+1,4%) e nel 1995 (+2,5%); per contro negli stessi anni l'inflazione è passata dal 122% del 1994 al 32,9% del 1996.
I maggiori complessi industriali si trovano nel bacino di Sofia (industria meccanica), mentre la cantieristica navale è localizzata a Varna, sul mar Nero. La Bulgaria esporta prodotti dell'industria chimica, settore sul quale il crollo dell'URSS ha inciso in modo minore.
Nella città di Burgas si trova un grosso impianto di raffinazione del petrolio controllato dal colosso russo LUKoil.

### Trasporti
La Bulgaria è un'importante zona di transito tra l'Europa centrale e il Vicino Oriente. Dispone di una discreta rete di trasporti, quattro aeroporti internazionali (Sofia, Varna, Burgas e Plovdiv), due porti sul mar Nero (Burgas, Varna) e diversi porti fluviali (Ruse e Lom sul Danubio).
Transitano in Bulgaria i corridoi paneuropei numero IV (Dresda-Budapest-Craiova-Sofia-Salonicco), VII (Danubio), VIII (Tirana-Skopje-Sofia-Varna) e IX (Helsinki-Mosca-Bucarest-Dimitrovgrad-Alessandropoli).
Gran parte del traffico aereo è in mano alle compagnie aeree low-cost, che operano voli dai quattro aeroporti internazionali; la compagnia aerea di bandiera bulgara, Bulgaria Air opera voli interni e a corto-medio raggio verso le principali città europee e mediorientali.

### Turismo

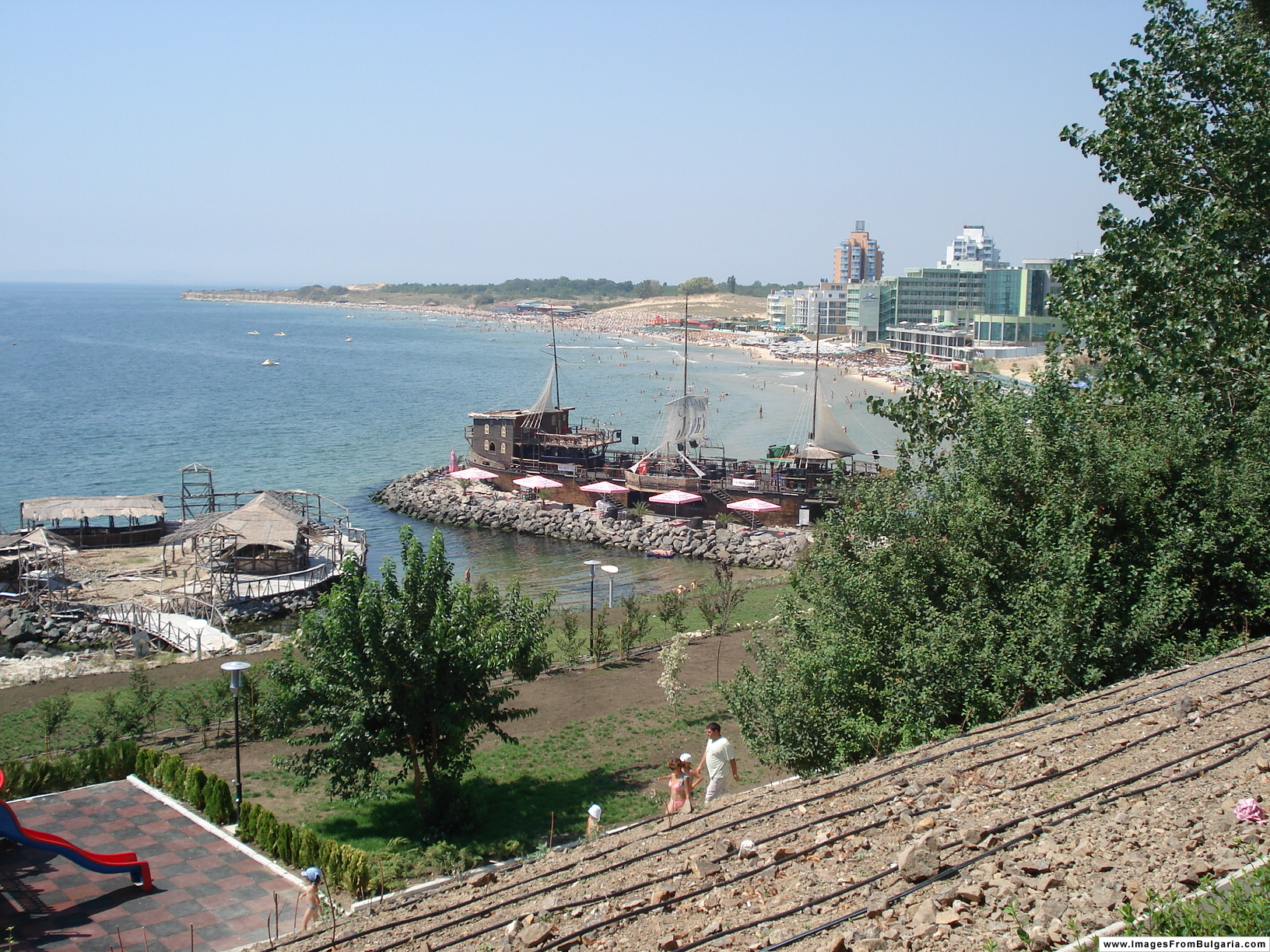
Lungomare di Nesebăr

Fonte: sito ufficiale del governo bulgaro.
L'attività turistica è stata incentivata fin dall'epoca socialista in quanto fonte di preziose valute straniere; le località balneari sul mar Nero e le località sciistiche sui Balcani erano meta di turisti provenienti dagli altri Paesi del blocco orientale. In anni recenti l'attività di rinnovo delle infrastrutture turistiche per portarle a standard occidentali è proseguita ed è tuttora in corso. La Bulgaria offre mete per diversi tipi di attività; vi sono località balneari e sciistiche, zone termali, riserve di caccia e numerosi monumenti e parchi naturali.
Gli investimenti nel settore si sono tradotti in un aumento del numero di turisti. Nel settembre 2006 il numero di visitatori stranieri era pari a 4 267 461 persone, il 5,39% in più dell'anno precedente; di questi 3 668 312 hanno scelto la Bulgaria come meta di vacanze o per visite di piacere. Nei primi otto mesi del 2006 gli introiti del settore erano pari a 1 557 200 milioni di euro con una crescita del 5,45% rispetto allo stesso periodo dell'anno precedente.
La maggior parte dei turisti proviene dalla Germania (491 897).

#### Le mete
Le località balneari sul mar Nero più frequentate sono Sozopol, Nesebăr, le Zlatni pjasăci, la Slănčev brjag, Albena e il centro Santi Costantino ed Elena, mentre tra le località sciistiche le mete più frequentate, in prevalenza da turisti britannici, sono Borovec, Bansko, Pamporovo, Vitoša e Velingrad.
Oltre alle città di Sofia, Plovdiv e Veliko Tărnovo sono meta molto frequentata i monasteri, il più celebre dei quali è il monastero di Rila. Tra i monumenti spicca quello di Buzludža.

#### Patrimoni dell'umanità

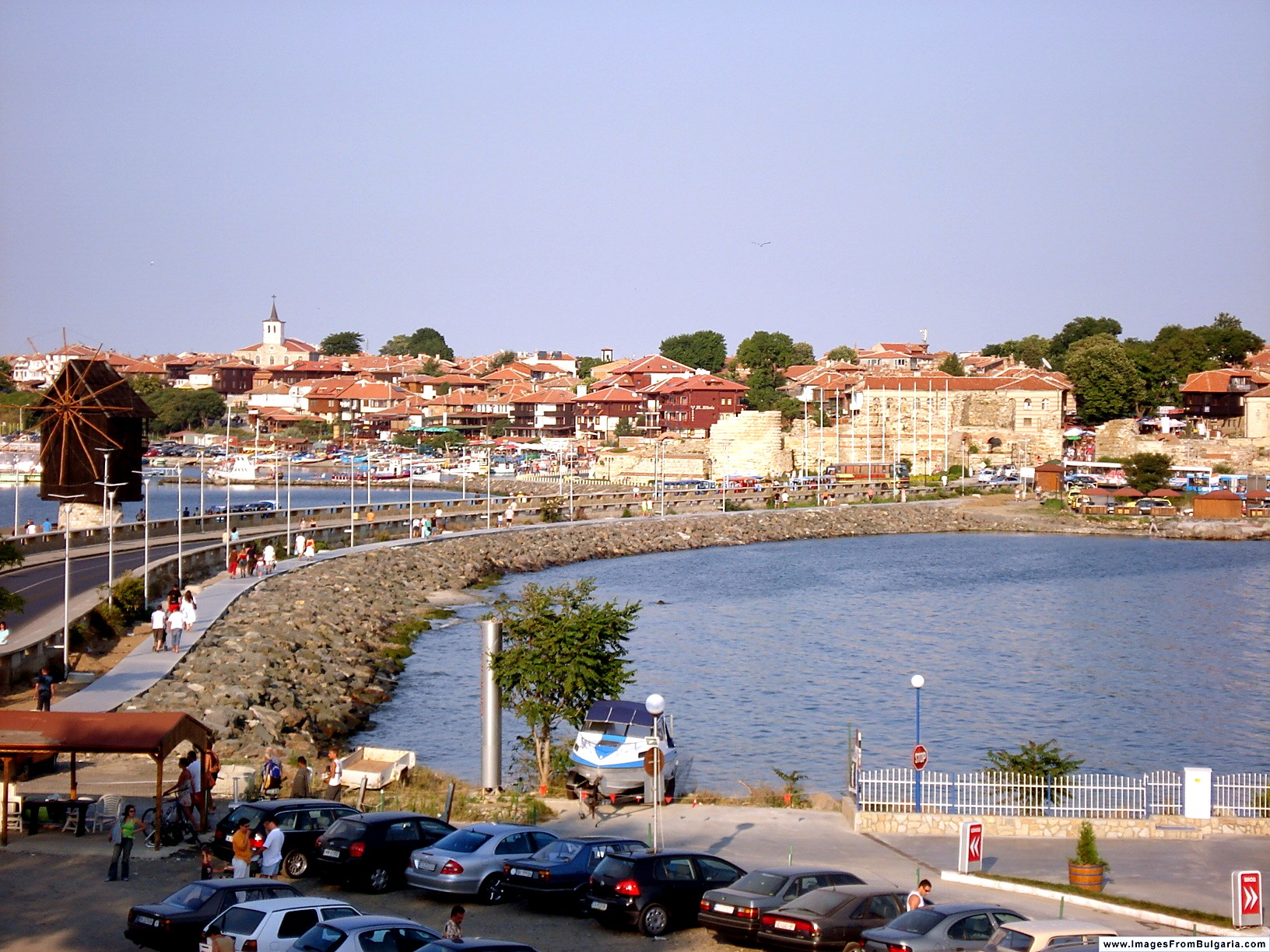
L'antica città di Nesebăr

I siti di intesse culturale o naturale protetti dall'UNESCO sono:
- Dal 1979 -la chiesa di Bojana
- Dal 1979 -il Cavaliere di Madara
- Dal 1979 -le chiese rupestri di Ivanovo
- Dal 1979 -la tomba trace di Kazanlăk
- Dal 1983 -l'antica città di Nesebăr
- Dal 1983 -il parco nazionale del Pirin
- Dal 1983 -il monastero di Rila
- Dal 1983 -la riserva naturale di Srebărna
- Dal 1985 -la tomba trace di Sveštari
- Dal 2017.. -le antiche faggete primordiali dei Carpazi e di altre regioni d'Europa

## Ambiente

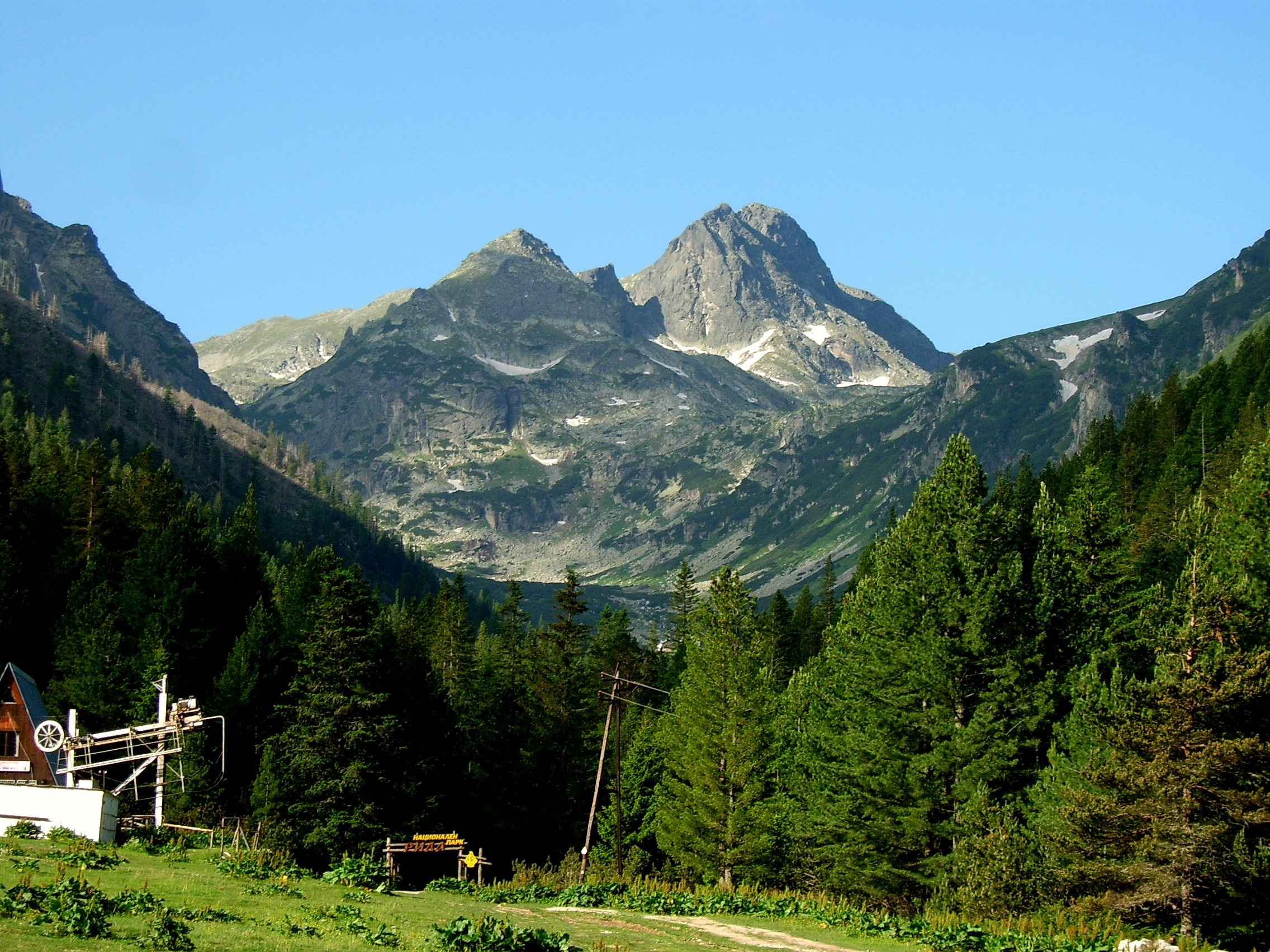
Vista del Parco nazionale di Rila

La Bulgaria ha tre parchi nazionali, dieci parchi naturali, novanta riserve naturali, 457 punti di interesse naturali e 175 località protette. La prima area protetta del Paese è stata Silkosia nei monti Strandža istituita nel 1931. All'interno dell'Unione europea la Bulgaria occupa il secondo posto (dopo la Spagna) per numero di riserve della biosfera UNESCO.
I parchi nazionali sono:
- parco nazionale di Rila
- parco nazionale del Pirin
- parco nazionale dei Balcani Centrali

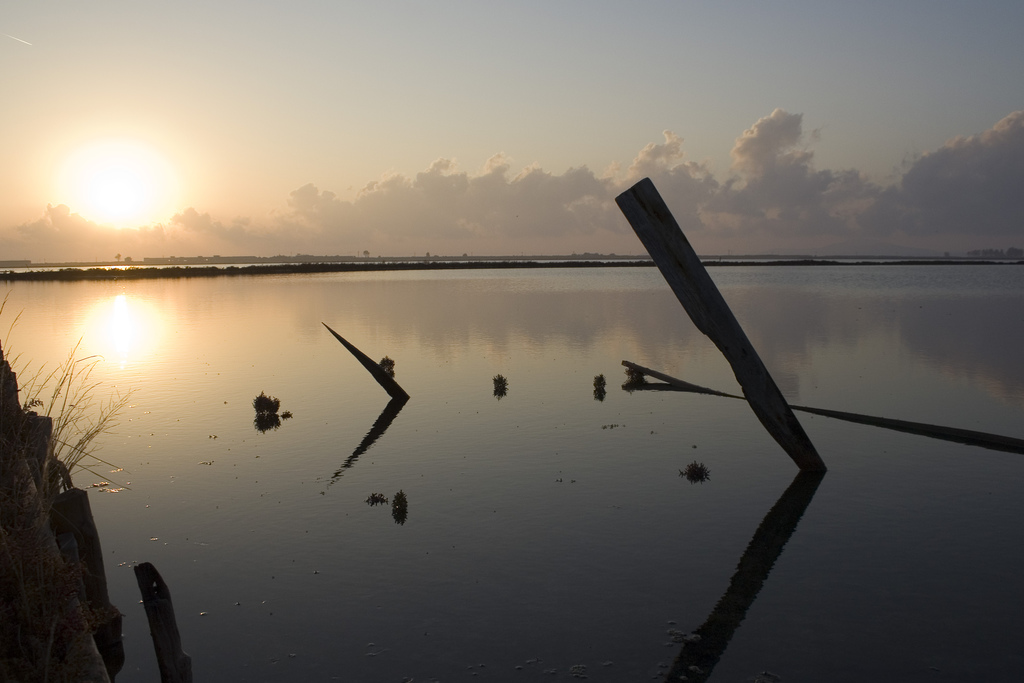
Il lago Atanosovsko

Dieci località bulgare sono comprese nella lista di Ramsar:
- lago Atanasovsko
- isola di Belene
- paludi di Durankulak
- isola di Ibiša
- lago Šabla
- area protetta di Poda
- lago di Pomorie
- area del fiume Ropotamo
- riserva naturale di Srebărna
- lago Vaja

La Bulgaria ha adottato il protocollo di Kyoto e ha raggiunto gli obiettivi stabiliti riducendo le emissioni di diossido di carbonio dal 1990 al 2009 del 30%. Tuttavia l'inquinamento provocato dalle fabbriche, dai lavori metallurgici e da una forte deforestazione continua e causa gravi problemi di salute e benessere. Le aree urbane sono particolarmente afflitte dalla produzione energetica derivante dal carbone e dal traffico stradale, mentre l'uso di pesticidi nell'agricoltura e un antiquato sistema fognario industriale producono un vasto inquinamento del suolo e delle acque per colpa di elementi chimici e detergenti. La Bulgaria è l'unico Stato membro dell'Unione europea a non effettuare la raccolta differenziata dei rifiuti urbani, sebbene sia stato aperto nel giugno 2010 un impianto di riciclaggio dei componenti elettronici. La situazione sta però migliorando nel corso degli anni e sono stati finanziati dal governo alcuni piani in modo da ridurre i livelli d'inquinamento.
Le biodiversità in Bulgaria sono conservate in tre aree parchi nazionali, undici parchi naturali e diciassette riserve della biosfera. Approssimativamente il 35% delle sue terre è composto da foreste, dove crescono alcuni dei più antichi alberi al mondo, come il pino Baikushev e la quercia Granit.
La Bulgaria è stata condannata dalla Corte di giustizia europea nel 2017 per "inosservanza sistematica e persistente, dal 2007 ad almeno il 2013 compreso, dei valori limite giornalieri e annuali per le concentrazioni di particolato sospeso".

### Flora
La maggior parte del patrimonio floristico della Bulgaria appartiene al dominio dell'Europa Centrale ma in alcune regioni meridionali appare, sia pure misera e malata, la macchia mediterranea che dall'Egeo avanza fino al bacino inferiore della Marica e assai faticosamente alla valle della Tundža e agli Strandža. Nelle regioni di nord-est, per la maggior aridità del clima, invece appaiono le prime piante alofite che preannunciano la vegetazione delle steppe pontiche. Esemplari tipici della flora pontica, come i rododendri, compaiono poi ad est degli Strandža e sui Rodopi fra i 700 e i 1300 m. Le profonde trasformazioni dovute all'uomo, che alle spontanee ha sostituito le piante coltivate, hanno mutato profondamente il paesaggio vegetale, a spese soprattutto del manto forestale. L'80% delle foreste si estende in montagna ma il loro valore economico è scarso poiché le essenze più pregiate si trovano nelle regioni più elevate e di difficile sfruttamento. In funzione dell'altitudine si osserva pertanto la seguente ripartizione delle specie vegetali: querce, frassini, aceri, pioppi, tigli, salici nelle valli e fino a 750 m d'altezza; fino agli 850 m la foresta risulta mista di querce e di faggi; fino ai 1500 m predominano i faggi; oltre i 2000 m gli abeti e più in alto ancora i pini.

### Fauna
La fauna della Bulgaria offre notevole interesse soprattutto per la presenza di esemplari scomparsi nell'Europa occidentale. Numerosi sono ancora oggi gli sciacalli e diffusissimi i lupi, la lince e un tipo di roditore asiatico (Spalax leucodon) che è esclusivo della penisola balcanica. Nelle zone più impervie è facile incontrare il piccolo orso bruno e nel distretto di Burgas e degli Strandža con lo sciacallo vivono la volpe, il tasso, la lepre, il gatto selvatico, la martora, la puzzola e il cinghiale. Nei boschi vivono, numerosi, i caprioli, i cervi e i camosci dei Balcani, i quali preferiscono le solitudini del massiccio del Rila e dei monti Rodopi.
Molto ricca è l'avifauna con superbi esemplari di rapaci (Aquila heliaca e Accipiter brevipes) e tra i rettili famosi sono la Testudo graeca e altri tipi di testuggini.

## Cultura

### Architettura
Nel '800 in campo architettonico si distinse Kolju Fičeto, mentre nel '900, legato al futurismo si può ricordare il designer Nikolaj Djulgerov.

### Pittura e scultura
La più antica manifestazione artistica bulgara, precedente all'introduzione del cristianesimo, evidenziò tracce di tradizione orientale e sasanide. La Bulgaria fu il primo Paese slavo a convertirsi al cristianesimo ortodosso; si diffuse quindi nel Paese la pittura di icone, forma espressiva tradizionale bizantina nella quale gli artisti bulgari e, in seguito all'invasione ottomana (1393) e nel tentativo di opporre una sorta di resistenza culturale all'invasore musulmano, inserirono elementi legati alle tradizioni culturali locali e alle tradizioni iconografiche greche.
Durante il periodo del Risorgimento bulgaro successivo all'occupazione turca sorsero ovunque nuove scuole d'arte. La più nota è quella di Samokov, dalla quale uscirono Zaharij Zograf, uno dei pittori bulgari più noti e molti degli artisti autori degli affreschi nella chiesa del Monastero di Rila.
Tra i pittori dell'epoca moderna il più celebre è Jules Pascin, nato nel 1885 a Vidin con il nome di Julius Pinkas; visse per molti anni in Francia, dove morì nel 1930. L'artista contemporaneo più noto è probabilmente Hristo Javašev, noto con il nome suo e della moglie, Christo e Jeanne-Claude. Sue sono, tra le altre opere, la ricopertura del Reichstag a Berlino e del Pont Neuf di Parigi.
Tra i maggiori pittori bulgari del XX secolo spicca Vladimir Dimitrov (1882-1960).

### Letteratura

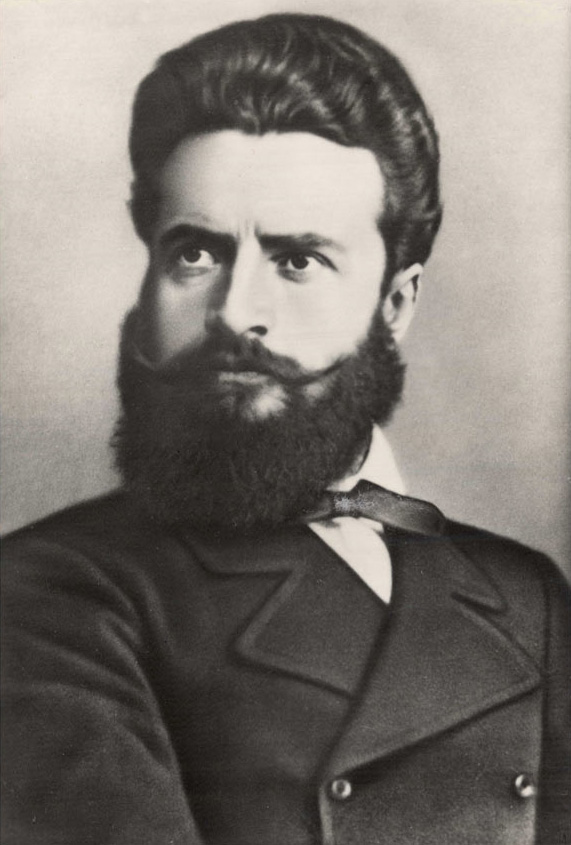
Hristo Botev.

#### Poeti e scrittori
- Hristo Botev
- Ivan Vazov
- Blaga Dimitrova
- Dimčo Debeljanov
- Elias Canetti, Premio Nobel per la letteratura, nel 1981
- Georgi Kasabov Milev
- Georgi Sava Rakovski
- Aleko Konstantinov
- Konstantin Veličkov
- Penčo Slavejkov
- Petko Slavejkov

#### Teatro
La prima opera teatrale bulgara è il Mihail Miškoed, rappresentata per la prima volta nel čitalište (un edificio comunitario utilizzabile anche come teatro) di Šumen, città natale dell'autore e fondatore del teatro, il maestro elementare Sava Dobroplodni (1820-1894). A Šumen nacquero o vissero anche altri autori teatrali come Dobri Vojnikov (1833-1878), considerato il padre del dramma storico bulgaro e Vasil Drumev (1841-1902, che in seguito assunse il nome di Kliment Turnovski) autore del dramma Ivanco, l'assassino di Asen I e autore dei primi racconti brevi e romanzi bulgari.
I temi delle opere di questo periodo erano quelli delle difficili relazioni fra etnie bulgara, greca e turca, oppure i temi rivoluzionari rivolti contro il dominio turco. Il dramma di Ljuben Karavelov (1834-1879) Gli insorti della montagna, narra le azioni degli hajduti, guerriglieri di montagna in lotta contro i turchi; del medesimo argomento tratta anche un dramma scritto dal rivoluzionario Bačo Kiro Petrov.
Una delle figure di spicco della produzione teatrale del periodo successivo all'indipendenza (1878) è l'attore e regista Stefan Popov (1816-1920). A un suo omonimo, Ivan Popov, si deve la fondazione della compagnia filodrammatica di Plovdiv; in seguito ad alcune rappresentazioni di successo nella capitale, fu costruito a Sofia un teatro (teatro Osnova, 1888) per ospitare le rappresentazioni.
In epoche più moderne uno degli autori teatrali bulgari più famosi è il già citato Ivan Vazov, autore di drammi storici che hanno come sfondo le lotte indipendentiste del popolo bulgaro. La produzione teatrale della seconda metà del XIX secolo è incentrata sui temi risorgimentali, ripresi anche nelle opere di Konstantin Veličkov (1855-1907).

#### Storia
In campo storiografico, tra le figure del Risorgimento bulgaro spicca Paisij di Hilendar, autore della Istorija slavjanobolgarskaja (1762).

### Filosofia

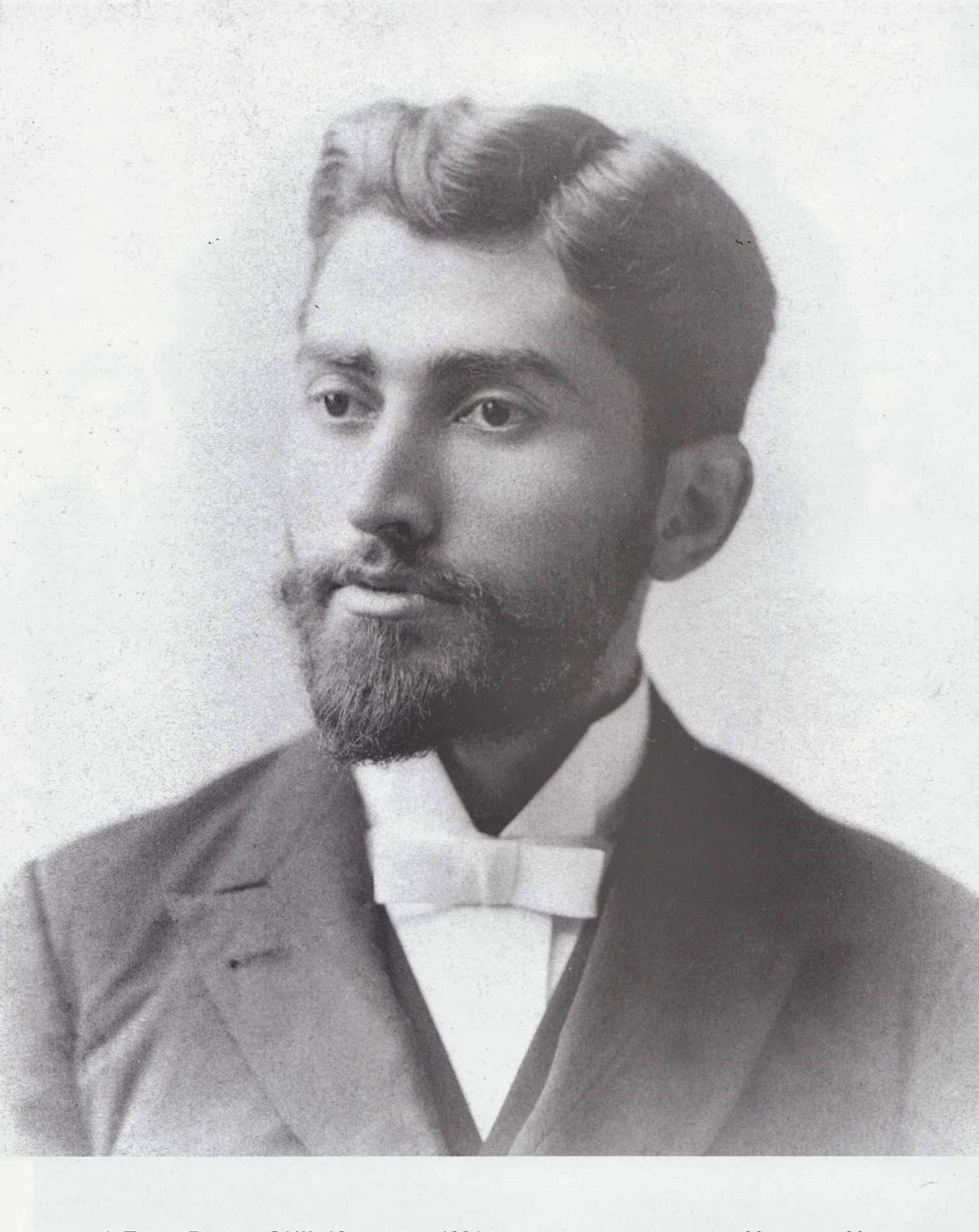
Peter Deunov, nel 1891.

Per quanto concerne la filosofia nel XX secolo si distinse la figura del filosofo ma anche pedagogista Peter Deunov, che ha sviluppato la Fratellanza Bianca Universale, una forma di esoterismo cristiano.

### Musica
Gli strumenti tipici della musica popolare bulgara sono un tipo di flauto chiamato kaval e una cornamusa chiamata gaida. Per accompagnare le danze popolari viene solitamente suonata la variante tracia della gaida, che ha una tonalità più alta ed è chiamata Djura Gaida, mentre viene preferita la variante più bassa chiamata Kaba Gaida, per accompagnare canti e ballate. Strumento tradizionale a corde è rappresentato dalla gadulka.
La musica strumentale nei primi decenni del Novecento si impreziosì di esperienze nel melodrammatico e nel sinfonico, caratterizzate da elementi presi dal folklore locale. Tra i compositori più apprezzati si annovera Georgi Atanasov (1881-1931).
La Bulgaria vanta tradizioni antiche nel canto corale emerse già verso la fine dell'Ottocento grazie al compositore Dobri Hristov (1875-1941). In anni recenti sono divenute note a livello internazionale le interpretazioni del Coro Femminile di Stato della Radio e Televisione Bulgara, più noto come Le mystére des Voix Bulgares, vincitore di un Grammy Award nel 1990. In Italia è noto il loro brano Wonderful Dilmana, in lingua originale DILMANO DILBERO, per l'interpretazione del gruppo Elio e le Storie Tese nel loro pezzo il Pipppero.
Nel campo operistico spiccano i nomi dei soprani Raina Kabaivanska e Ghena Dimitrova, nonché dei bassi Boris Hristov e Nicolai Ghiaurov. Tra le cantanti bulgare spiccano Lili Ivanova, Maria, Viktorija Georgieva, interprete del singolo Tears Getting Sober (2020), e tra i cantanti spicca Azis, cantante di Čalga, un tipo di musica folk bulgara.

### Danza
I balli tradizionali sono la Kopanica, il Nestinari, inserito nel 2009 nella lista dei patrimoni immateriali dell'umanità dell'UNESCO, e lo Horo.

### Cinema
In ambito cinematografico, durante il XX secolo, spicca la figura dell'attrice Nevena Kokanova (1938-2000), considerata spesso la first lady del cinema bulgaro.
Tra i film premiati si ricordano Advantage del regista Georgi Djulgerov, che ottenne l'Orso d'argento per il miglior regista al Festival di Berlino 1978 e il Laceno d'oro al Festival del cinema neorealistico.
Nel 2010 il film Svetat e golyam i spasenie debne otvsyakade diretto dal regista bulgaro Stephan Komandarev è entrato nella Short-list dei nove candidati per l'Oscar al miglior film straniero.

### Media
L'azienda televisiva pubblica bulgara è Bălgarska Nacionalna Televizija (BNT), fondata nel 1959.

### Scienza e tecnologia

#### Medicina
Viene isolato il batterio Lactobacillus delbrueckii subsp. bulgaricus, tra gli organismi responsabili della fermentazione del latte, utilizzato nella produzione dello yogurt: identificato, nel 1905, dal medico e microbiologo bulgaro Stamen Grigorov (1878-1945).

#### La Bulgaria nello spazio
- 10 aprile 1979: Georgi Ivanov è il primo bulgaro a volare nello spazio.
- 7 agosto 1981: viene lanciato Bulgaria 1300, il primo satellite della Bulgaria

Nel XX secolo, per quanto riguarda il campo tecnologico, si ricorda la figura del fisico e inventore statunitense, ma di origine bulgara, John Vincent Atanasoff, considerato il padre del computer.

## Sport

### Calcio

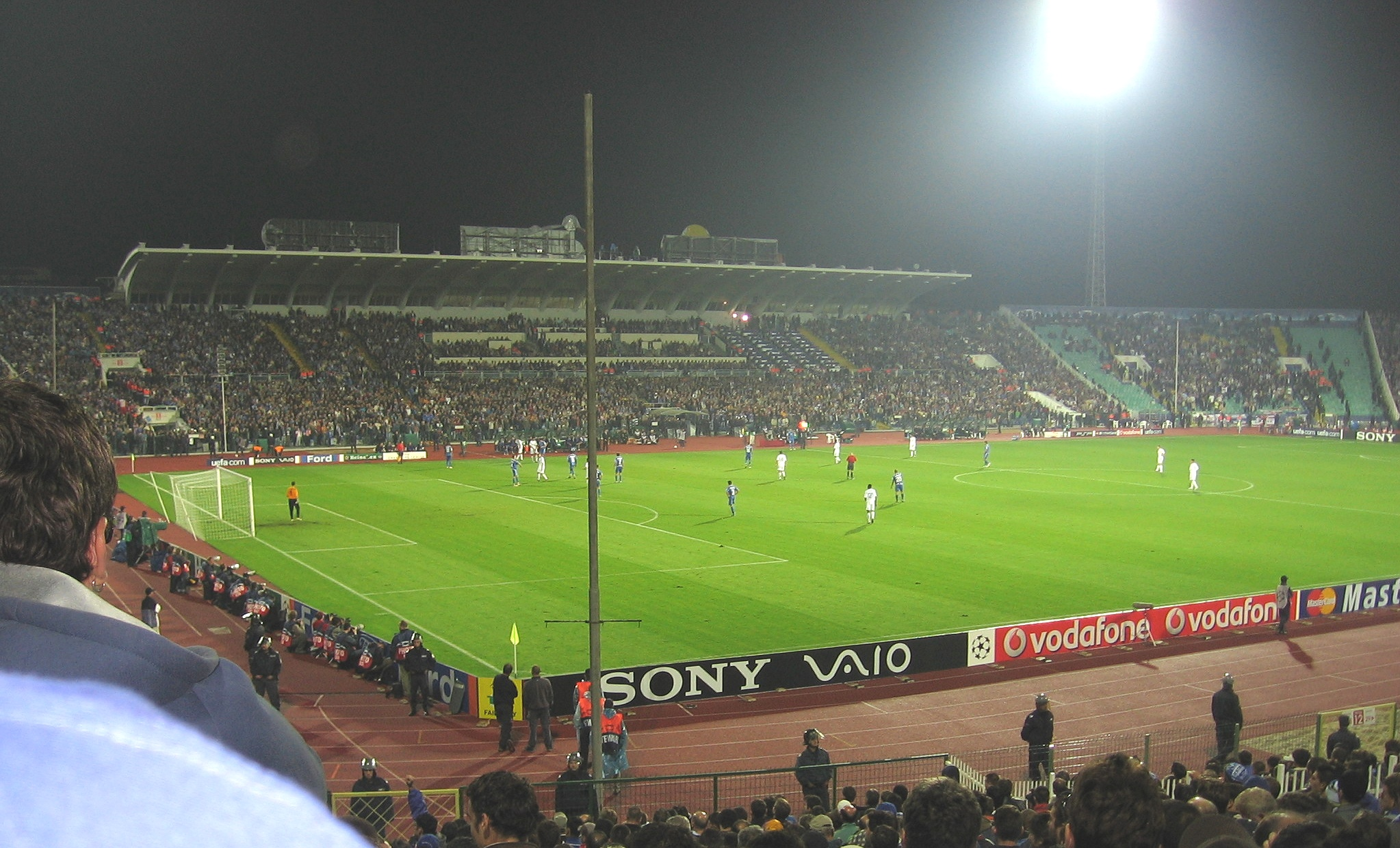
Lo Stadio Nazionale Vasil Levski con il Levski Sofia che ospita il Chelsea in un incontro di Champions League

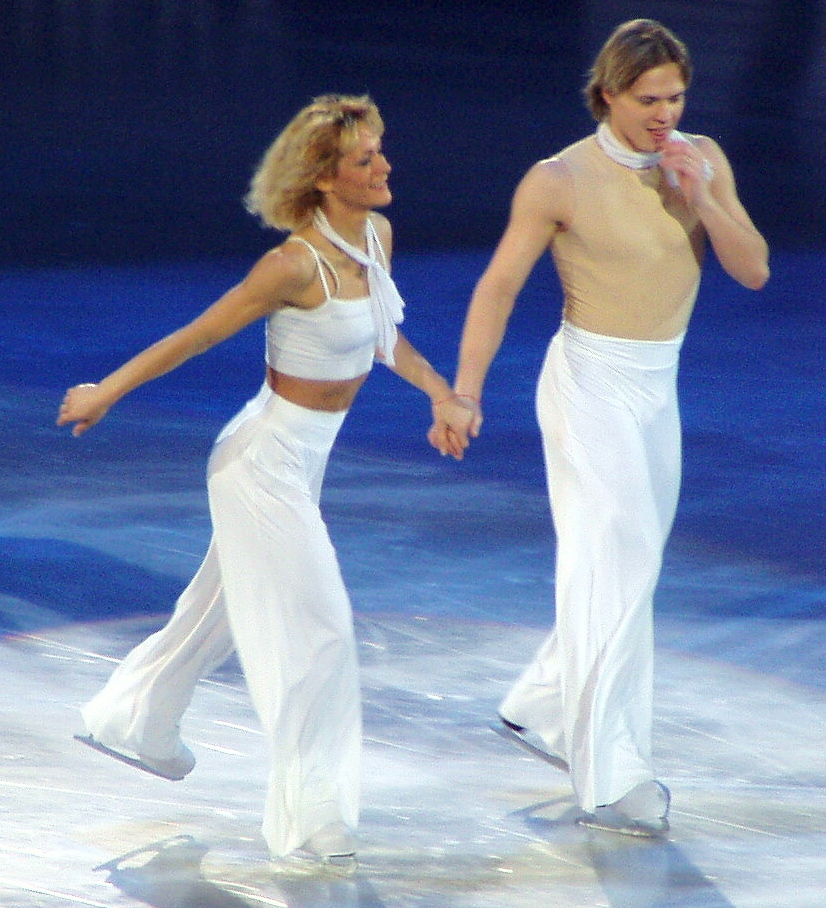
La coppia Denkova-Staviski ai campionati mondiali 2004 di danza su ghiaccio a Dortmund

Lo sport più diffuso in Bulgaria è il calcio. La lega professionistica è composta da sedici squadre ed è molto seguita; il risultato migliore della Nazionale di calcio della Bulgaria è stato il quarto posto ai campionati mondiali del 1994 negli Stati Uniti. Il calciatore più famoso è stato Hristo Stoičkov, vincitore della scarpa d'oro nel 1990 e del pallone d'oro nel 1994, entrato nella classifica FIFA dei 100 migliori calciatori di ogni tempo.
Le due squadre più famose a livello internazionale sono il CSKA Sofia (31 campionati nazionali vinti) e il Levski Sofia (26 campionati vinti); altre squadre che hanno partecipato a competizioni internazionali sono Ludogorets Razgrad, Litex Loveč, Lokomotiv Plovdiv, Botev Plovdiv, Lokomotiv Sofia e altri. Il Levski Sofia è la prima squadra bulgara ad aver preso parte alla Champions League.
Bulgaro era anche un calciatore che in passato suscitò l'interesse di alcune squadre straniere – tra le quali il Benfica – Georgi Asparuhov-Gundi (1943-1971), che morì all'apice della carriera in un incidente automobilistico.

### Ginnastica
Atleti bulgari hanno ottenuto successi anche in molti altri sport. Due ginnaste bulgare hanno vinto tre titoli mondiali nella ginnastica ritmica: Marija Gigova nel 1969, 1971 e 1973 e Marija Petrova nel 1993, 1994, 1995 e 1996; altri ginnasti di successo sono stati Simona Pejčeva (6ª ai giochi olimpici di Atene 2004), Neška Robeva (partecipazione a quattro edizioni dei mondiali e poi allenatrice della squadra nazionale di ginnastica ritmica) e Jordan Jovčev che ha vinto quattro medaglie olimpiche nella ginnastica artistica.

### Sollevamento pesi e lotta
La Bulgaria ha una forte tradizione nel sollevamento pesi e nella lotta greco-romana; nella prima specialità fra gli olimpionici più noti vi sono Stefan Botev, Nikolaj Pešalov, Demir Demirev e Joto Jotov, mentre nella lotta greco-romana gli atleti di spicco sono Serafim Barzakov, Armen Nazarian e Sergej Morejko.

### Atletica leggera
Nell'atletica leggera l'atleta più celebre è la saltatrice in alto Stefka Kostadinova, detentrice del record mondiale femminile (209 cm raggiunti ai campionati mondiali del 1987 a Roma). Fra gli atleti in attività vi sono l'altista Mirela Demireva, medaglia d'argento ai Giochi olimpici di Rio de Janeiro 2016 e le velociste Ivet Lalova e Tezdžan Naimova (100 e 200 m piani).

### Pallavolo
Nel 2006 la squadra nazionale maschile di pallavolo, che occupa la quinta posizione nella classifica FIVB, ha ottenuto la medaglia di bronzo ai campionati mondiali.

### Tennis
Il tennista Grigor Dimitrov è diventato 3º nel ranking mondiale il 20 novembre 2017. Ha vinto le ATP Finals nel 2017 ed ha disputato la semifinale in 3 dei tornei del Grande Slam (Roland Garros nel 2017, Wimbledon nel 2014 e US Open nel 2019).

### Alpinismo
Il 20 aprile 1984 Hristo Prodanov fu il primo bulgaro a raggiungere la vetta del monte Everest.

### Giochi olimpici
La prima medaglia d'oro olimpica per la Bulgaria fu vinta da Nikola Stančev nella lotta libera, ai Giochi olimpici di Melbourne 1956.
La prima medaglia olimpica per la Bulgaria fu la medaglia di bronzo vinta nel pugilato da Boris Nikolov, ad Helsinki 1952

### Altri sport
Ai XVIII Giochi olimpici invernali la bulgara Ekaterina Dafovska ha vinto la medaglia d'oro nei 15 km del biathlon; nello short-track Evgenija Radanova ha vinto tre medaglie olimpiche in due diverse edizioni. Sempre sul ghiaccio si sono distinti nella danza su ghiaccio e nel pattinaggio di figura Albena Denkova e Maksim Staviski.
Dall'11 novembre 2006 il presidente del Comitato Olimpico Bulgaro è Stefka Kostadinova.

## Tradizioni

### Folclore e mitologia
Un aspetto culturale importante è rappresentato anche dal folclore e dalla mitologia: tipica figura mitica è rappresentata da Baba Marta che porta con sé la fine dell'inverno e l'inizio della primavera. Altra figura leggendaria è rappresentata da Baba Jaga. Oltre che al folclore rom, appartiene anche al folclore bulgaro la figura leggendaria del Dampiro, ovvero la progenie di vampiro e di una donna umana.

### Gastronomia
La cucina bulgara è simile a quella degli altri popoli della penisola balcanica e mostra una forte influenza turca e greca. Tra i cibi più rinomati si possono trovare lo yogurt, la lukanka, la banitsa, la šopska salata, la ljutenica e il kozunak, ma sono presenti altri piatti di origine tipicamente balcanica o medio-orientale come la musakà, il gjuveč e la baklava. Il consumo di carne è inferiore alla media europea e si riscontra una notevole prevalenza per una gran quantità di piatti di insalata e verdure. La rakija è un superalcolico tradizionale a base di frutta, che veniva consumato in Bulgaria già nel XIV secolo. Tra i vini bulgari più noti è possibile trovare tipi di traminer, moscati e di mavrud, dei quali vengono prodotti più di 200 000 tonnellate annue. Fino al 1989 la Bulgaria era il secondo esportatore di vino al mondo.

## Festività
Le festività ufficiali che vengono osservate in Bulgaria sono state stabilite nell'articolo 154 del Codice del lavoro bulgaro.
| Data             | Nome italiano                                                           | Nome locale | Note |
| ---------------- | ----------------------------------------------------------------------- | --- | --- |
| 1º gennaio       | Capodanno                                                               | Нова година Nova godina | |
| 3 marzo          | Giorno della liberazione della Bulgaria, dal dominio ottomano, nel 1878 | Ден на Освобождението на България от османска власт Den na Osvoboždenieto na Bălgarija ot osmanska vlast                           | Festa nazionale |
| –                | Pasqua                                                                  | Великден Velikden | Domenica, data variabile, determinata secondo il calendario liturgico ortodosso                                                                                        |
| 1º maggio        | Festa del lavoro                                                        | Ден на труда Den na truda | |
| 6 maggio         | Festa di San Giorgio                                                    | Гергьовден Gergjovden | Noto anche come Giorno del coraggio e festa dell'esercito bulgaro, Ден на храбростта и празник на Българската армия, Den na hrabrostta i praznik na Bălgarskata armija |
| 24 maggio        | Festa dell'istruzione, della cultura bulgara e della letteratura slava  | Ден на българската просвета и култура и на славянската писменост Den na bălgarskata prosveta i kultura i na slavjanskata pismenost | |
| 6 settembre      | Festa dell'unificazione della Bulgaria                                  | Ден на Съединението на България Den na Săedinenieto na Bălgarija                                                                   | |
| 22 settembre     | Festa dell'indipendenza della Bulgaria                                  | Ден на Независимостта на България Den na Nezavisimostta na Bălgarija                                                               | |
| 1º novembre      | Festa dei patrioti                                                      | Ден на народните будители Den na narodnite buditeli                                                                                | |
| 24 dicembre      | Vigilia di Natale                                                       | Бъдни вечер Bădni večer | |
| 25 e 26 dicembre | Natale                                                                  | Коледа Koleda | Detto anche Nascita di Cristo, Рождество Христово, Roždestvo Hristovo                                                                                                  |